# Rusland op de Olympische Zomerspelen 2008
Rusland nam deel aan de Olympische Zomerspelen 2008 in Peking, China. Rusland debuteerde op de tweede Zomerspelen in 1900 en deed in 2008 voor de zevende keer mee. Rusland eindigde net als tijdens de vorige editie op de derde plaats in het medailleklassement. Wel werden 20 medailles minder gewonnen. Opvallend was het groot aantal dopinggevallen in de atletiek vlak voorafgaand aan de Spelen. Twee medaillekandidaten bij het snelwandelen en vijf atletes werden betrapt. Het was zelfs aanleiding voor het hoofd van de medische commissie van het IOC, de Zweed Arne Ljungqvist, te stellen dat "het lijkt op een systematisch geplande doping"

## Medailleoverzicht
De schoonspringster Joelia Pakhalina veroverde haar vierde olympische medaille. Op de Spelen van 2000 veroverde ze goud op de 3m plank synchroon met Vera Iljina en op de Spelen van 2004 veroverde ze individueel brons op de 3m plank en zilver op de 3m plank synchroon met Vera Iljina.
| Sport            | Olympiër | Discipline               | Medaille |
| ---------------- | --- | ------------------------ | -------- |
| Atletiek         | Andrej Silnov | hoogspringen (m)         | Goud     |
| Atletiek         | Valeri Bortsjin | 20km snelwandelen (m)    | Goud     |
| Atletiek         | Goelnara Samitova-Galkina | 3000m steeplechase (v)   | Goud     |
| Atletiek         | Jelena Isinbajeva | polsstokhoogspringen (v) | Goud     |
| Atletiek         | Olga Kaniskina | 20km snelwandelen (v)    | Goud     |
| Boksen           | Alexev Tischenko | -60kg (m)                | Goud     |
| Boksen           | Rakhim Chakhjiev | -91kg (m)                | Goud     |
| Gymnastiek       | Jevgenia Kanajeva | ritmisch individueel (v) | Goud     |
| Gymnastiek       | Margarita Alijtsjoek Anna Gavrilenko Tatjana Gorboenova Jelena Posevina Daria Sjkoerichina Natalia Zoejeva | ritmisch team (v)        | Goud     |
| Gewichtheffen    | Oxana Slivenko | -69kg (v)                | Goud     |
| Kanovaren        | Maksim Opalev | C-1 500m (m)             | Goud     |
| Moderne vijfkamp | Andrey Moiseev | mannen                   | Goud     |
| Schermen         | Jevgenia Lamonova Victoria Nikichina Aida Sjanajeva Svetlana Boyko | floret team (v)          | Goud     |
| Synchroonzwemmen | Anastasia Davydova Anastasia Jermakova | duet                     | Goud     |
| Synchroonzwemmen | Elvira Chasjanova Anastasia Davydova Maria Gromova Natalia Ishehenko Anastasia Jermakova Olga Kuzhela Elena Ovchinnikova Svetlana Romasjina Anna Shorina                                                                                    | team                     | Goud     |
| Tennis           | Jelena Dementjeva | enkelspel (v)            | Goud     |
| Worstelen        | Nazyr Mankiev | -55kg Grieks-Romeins (m) | Goud     |
| Worstelen        | Islam-Beka Albiev | -60kg Grieks-Romeins (m) | Goud     |
| Worstelen        | Aslanbek Khustov | -96kg Grieks-Romeins (m) | Goud     |
| Worstelen        | Mavlet Batirov | -60kg vrije stijl (m)    | Goud     |
| Worstelen        | Buvaysa Saytiev | -74kg vrije stijl (m)    | Goud     |
| Worstelen        | Shirvani Muradov | -96kg vrije stijl (m)    | Goud     |
| Worstelen        | Bakhtiyar Akhmedov | -120kg vrije stijl (m)   | Goud     |
| Zwemmen          | Larissa Ilchenko | 10km open water (v)      | Goud     |
| Atletiek         | Evgeny Lukyanenko | polsstokhoogspringen (m) | Zilver   |
| Gewichtheffen    | Dmitriy Klokov | -105kg (m)               | Zilver   |
| Gewichtheffen    | Evgeny Chigishev | +105kg (m)               | Zilver   |
| Handbal          | Yekaterina Andryushina Irina Bliznova Yelena Dmitriyeva Anna Kareeva Yekaterina Marennikova Yelena Polenova Irina Poltoratskaya Liudmila Postnova Oksana Romenskaya Natalya Shipilova Mariya Sidorova Inna Suslina Emilia Turey Yana Uskova | vrouwen                  | Zilver   |
| Kanovaren        | Alexander Kostoglod Sergey Ulegin | C-2 500m (m)             | Zilver   |
| Schietsport      | Ljoebov Galkina | 10m luchtgeweer (v)      | Zilver   |
| Schietsport      | Natalia Paderina | 10m luchtpistool (v)     | Zilver   |
| Schoonspringen   | Dmitry Sautin Yuriy Kunakov | 3m plank synchroon (m)   | Zilver   |
| Schoonspringen   | Joelia Pakhalina | 3m plank synchroon (v)   | Zilver   |
| Schoonspringen   | Joelia Pakhalina Anastasia Pozdnyakova | 3m plank synchroon (v)   | Zilver   |
| Tennis           | Dinara Safina | enkelspel (v)            | Zilver   |
| Worstelen        | Alena Kartashova | -63kg vrije stijl (v)    | Zilver   |
| Zwemmen          | Danila Izotov Jevgeni Lagoenov Nikita Lobintsev Michail Politsjoek Aleksandr Soechoroekov | 4x200m (v)               | Zilver   |
| Atletiek         | Jaroslav Rybakov | hoogspringen (m)         | Brons    |
| Atletiek         | Denis Nizjegorodov | 50km snelwandelen (m)    | Brons    |
| Atletiek         | Tatjana Petrova | 3000m steeplechase (v)   | Brons    |
| Atletiek         | Svetlana Feofanova | polsstokhoogspringen (v) | Brons    |
| Basketbal        | Svetlana Abrosimova Becky Hammon Marina Karpunina Ilona Korstin Marina Kuzina Yekaterina Lisina Irina Osipova Oxana Rakhmatulina Tatiana Shchegoleva Irina Sokolovskaya Maria Stepanova Natalia Vodopyanova                                 | vrouwen                  | Brons    |
| Boksen           | Georgy Balakshin | -51kg (m)                | Brons    |
| Boogschieten     | Bair Badjonov | individueel (m)          | Brons    |
| Gymnastiek       | Anton Golotsutkov | vloer (m)                | Brons    |
| Gymnastiek       | Anton Golotsutkov | sprong (m)               | Brons    |
| Kanovaren        | Mikhaol Kuznetsov Dmitry Larionov | C-2 slalom (m)           | Brons    |
| Schietsport      | Vladimir Isakov | 50m pistool (m)          | Brons    |
| Schietsport      | Aleksej Alipov | trap (m)                 | Brons    |
| Schoonspringen   | Gleb Galperin | 10m toren (m)            | Brons    |
| Schoonspringen   | Gleb Galperin Dmitri Dobroskok | 10m toren synchroon (m)  | Brons    |
| Tennis           | Vera Zvonarjova | enkelspel (v)            | Brons    |
| Volleybal        | Yury Berezhko Sergey Grankin Vadim Khamuttskikh Aleksandr Korneev Aleksandr Kosarev Alexey Kuleshov Maxim Mikhaylov Aleksey Ostapenko Semyon Poltavskiy Sergey Tetyukhin Aleksey Verbov Aleksandr Volkov                                    | zaal (m)                 | Brons    |
| Wielersport      | Aleksandr Kolobnev | wegwedstrijd (m)         | Brons    |
| Wielersport      | Mikhail Ignatyev Aleksej Markov | ploegkoers (m)           | Brons    |
| Wielersport      | Irina Kalentjeva | mountainbike (v)         | Brons    |
| Worstelen        | Besik Kudukhov | -55kg vrije stijl (m)    | Brons    |
| Worstelen        | Georgy Ketoev | -84kg vrije stijl (v)    | Brons    |
| Zwemmen          | Arkadi Vjatsjanin | 100m rugslag (m)         | Brons    |
| Zwemmen          | Arkadi Vjatsjanin | 200m rugslag (m)         | Brons    |

## Deelnemers en resultaten
(m) = mannen, (v) = vrouwen 

### Atletiek
| Olympiër | Discipline               | Resultaat | Prestatie |
| --- | ------------------------ | --------- | --- |
| Andrej Jepisjin                                                                                                | 100m (m)                 | 24e       | serie 8: 2de in 10,34 kwartfinale 5: 6de in 10,25 |
| Roman Smirnov                                                                                                  | 200m (m)                 | 20e       | serie 4: 1ste in 20,76 kwartfinale 2: 6de in 20,62 |
| Denis Alekseyev                                                                                                | 400m (m)                 | DSQ       | serie 1: 5de in 45,52 |
| Maksim Dyldin                                                                                                  | 400m (m)                 | 32e       | serie 7: 5de in 46,03 |
| Dmitry Bogdanov                                                                                                | 800m (m)                 | 34e       | serie 2: 3de in 1.47,49 |
| Yury Borzakovsky                                                                                               | 800m (m)                 | 15e       | serie 1: 2de in 1.45,15 halve finale 1: 3de in 1.46,53 |
| Vyacheslav Shabunin                                                                                            | 1500m (m)                | 35e       | serie 1: 11de in 3.42,53 |
| Sergey Ivanov                                                                                                  | 10000m (m)               | 30e       | 28.34,72 |
| Yevgeny Borisov                                                                                                | 110m horden (m)          | 35e       | serie 1: 5de in 13,90 |
| Igor Peremota                                                                                                  | 110m horden (m)          | 24e       | serie 5: 2de in 13,59 kwartfinale 1: 7de in 13,70 |
| Aleksandr Derevyagin                                                                                           | 400m horden (m)          | 11e       | serie 2: 5de in 49,19 halve finale 1: 6de in 49,23 |
| Ildar Minshin                                                                                                  | 3000m steeplechase (m)   | 20e       | serie 1: 6de in 8.26,85 |
| Pavel Potapovich                                                                                               | 3000m steeplechase (m)   | 29e       | serie 3: 10de in 8.36,29 |
| Denis Alekseyev Ivan Buzolin Maksim Dyldin Vladislav Frolov Anton Kokorin Konstantin Svechkar                  | 4x400m (m)               | DSQ       | serie 1: gediskwalificeerd |
| Georgy Andreyev                                                                                                | marathon (m)             | 14e       | 2:13.33 |
| Oleg Koelkov                                                                                                   | marathon (m)             | 29e       | 2:18.11 |
| Aleksej Sokolov                                                                                                | marathon (m)             | 21e       | 2:15.57 |
| Valeriy Borchin                                                                                                | 20km snelwandelen (m)    | Goud      | 1:19.01 |
| Ilja Markov | 20km snelwandelen (m)    | 17e       | 1:22.02 |
| Sergey Kirdyapkin                                                                                              | 50km snelwandelen (m)    | DNF       | niet gefinisht |
| Denis Nizhegorodov                                                                                             | 50km snelwandelen (m)    | Brons     | 3:40.14 |
| Igor Yerokhin                                                                                                  | 50km snelwandelen (m)    | DNS       | niet gestart |
| Vladimir Malyavin                                                                                              | verspringen (m)          | 37e       | kwalificatie groep A: 20ste met 7,35m |
| Daniil Burkenya                                                                                                | hink-stap-springen (m)   | 22e       | kwalificatie groep B: 10de met 16,69m |
| Aleksandr Petrenko                                                                                             | hink-stap-springen (m)   | 17e       | kwalificatie groep B: 8ste met 16,97m |
| Igor Spasovkhodsky                                                                                             | hink-stap-springen (m)   | 9e        | kwalificatie groep A: 4de met 17,23m finale: 9de met 16,79m |
| Yaroslav Rybakov                                                                                               | hoogspringen (m)         | Brons     | kwalificatie groep A: 6de met 2,25m finale: 3de met 2,34m |
| Andrey Silnov                                                                                                  | hoogspringen (m)         | Goud      | kwalificatie groep B: 4de met 2,29m finale: 1ste met 2,36m |
| Vjatsjelav Voronin                                                                                             | hoogspringen (m)         | 14e       | kwalificatie groep A: 10de met 2,25m |
| Yevgeniy Lukyanenko                                                                                            | polsstokhoogspringen (m) | Zilver    | kwalificatie groep B: 1ste met 5,65m finale: 2de met 5,85m |
| Igor Pavlov | polsstokhoogspringen (m) | 8e        | kwalificatie groep A: 1ste met 5,65m finale: 8ste met 5,60m |
| Dmitry Starodubtsev                                                                                            | polsstokhoogspringen (m) | 4e        | kwalificatie groep A: 7de met 5,65m finale: 4de met 5,70m |
| Anton Lyuboslavsky                                                                                             | kogelstoten (m)          | 15e       | kwalificatie groep A: 9de met 19,87m |
| Pavel Sofin | kogelstoten (m)          | 6e        | kwalificatie groep A: 5de met 20,29m finale: 6de met 20,42m |
| Ivan Yushkov                                                                                                   | kogelstoten (m)          | DSQ       | kwalificatie groep B: 6de met 20,02m finale: 11de met 19,67m |
| Bogdan Pishchalnikov                                                                                           | discuswerpen (m)         | 6e        | kwalificatie groep A: 3de met 64,60m finale: 6de met 65,88m |
| Aleksandr Ivanov                                                                                               | speerwerpen (m)          | 14e       | kwalificatie groep B: 7de met 79,27m |
| Ilya Korotkov                                                                                                  | speerwerpen (m)          | 7e        | kwalificatie groep B: 2de met 83,33m finale: 7de met 83,15m |
| Sergej Makarov                                                                                                 | speerwerpen (m)          | 26e       | kwalificatie groep A: 14de met 72,47m |
| Kirill Ikonnikov                                                                                               | kogelslingeren (m)       | 21e       | kwalificatie groep A: 10de met 72,33m |
| Igor Vinichenko                                                                                                | kogelslingeren (m)       | 22e       | kwalificatie groep B: 12de met 72,05m |
| Aleksey Drozdov                                                                                                | tienkamp (m)             | 11e       | 100m: 15de in 11,02 verspringen: 14de met 7,23m kogelstoten: 2de met 16,26m hoogspringen: 9de met 2,02m 400m: 27ste in 51,56 110m horden: 26ste in 15,51 discuswerpen: 7de met 47,43m polsstokhoogspringen: 2de met 5,10m speerwerpen: 11de met 62,57m 1500m: 13de in 4.41,34 totaal: 8154 punten |
| Aleksandr Pogorelov                                                                                            | tienkamp (m)             | DSQ       | gediskwalificeerd |
| Aleksej Sysojev                                                                                                | tienkamp (m)             | DNF       | 100m: 16de in 11,03 verspringen: 32ste met 6,77m kogelstoten: 6de met 15,42m hoogspringen: 1ste met 2,11m 400m: 23ste in 50,71 110m horden: niet gefinisht |
| |                          |           | |
| Nataliya Murinovich                                                                                            | 100m (v)                 | 28e       | serie 10: 5de in 11,55 kwartfinale 2: 7de in 11,51 |
| Yevgeniya Polyakova                                                                                            | 100m (v)                 | 12e       | serie 9: 1ste in 11,24 kwartfinale 1: 2de in 11,13 halve finale 2: 7de in 11,38 |
| Nataliya Rusakova                                                                                              | 100m (v)                 | 26e       | serie 3: 5de in 11,61 kwartfinale 3: 6de in 11,49 |
| Yuliya Chermoshanskaya                                                                                         | 200m (v)                 | DSQ       | serie 2: 4de in 22,98 kwartfinale 3: 1ste in 22,63 halve finale 1: 5de in 22,57 |
| Aleksandra Fedoriva                                                                                            | 200m (v)                 | 16e       | serie 1: 4de in 23,29 kwartfinale 2: 5de in 23,04 halve finale 2: 8ste in 23,22 |
| Nataliya Rusakova                                                                                              | 200m (v)                 | 22e       | serie 5: 3de in 23,21 kwartfinale 4: 6de in 23,28 |
| Tatyana Firova                                                                                                 | 400m (v)                 | DSQ       | serie 7: 2de in 50,59 halve finale 1: 3de in 50,30 finale: 6de in 50,11 |
| Yuliya Gushchina                                                                                               | 400m (v)                 | 16e       | serie 4: 2de in 51,18 halve finale 3: 1ste in 50,48 finale: 4de in 50,01 |
| Anastasiya Kapachinskaya                                                                                       | 400m (v)                 | DSQ       | serie 3: 1ste in 51,32 halve finale 2: 2de in 50,30 finale: 5de in 50,03 |
| Tatyana Andrianova                                                                                             | 800m (v)                 | 8e        | serie 2: 2de in 2.00,31 halve finale 3: 3de in 1.58,16 finale: 8ste in 2.02,63 |
| Svetlana Klyuka                                                                                                | 800m (v)                 | 4e        | serie 1: 1ste in 2.01,67 halve finale 1: 1ste in 1.58,31 finale: 4de in 1.56,94 |
| Yekaterina Kostetskaya                                                                                         | 800m (v)                 | 9e        | serie 5: 3de in 2.00,54 halve finale 2: 3de in 1.58,33 |
| Anna Alminova                                                                                                  | 1500m (v)                | 8e        | serie 3: 5de in 4.04,66 finale: 11de in 4.06,99 |
| Gulnara Samitova-Galkina                                                                                       | 5000m (v)                | 11e       | serie 1: 5de in 15.11,46 finale: 11de in 15.56,97 |
| Lilia Sjoboechova                                                                                              | 5000m (v)                | 5e        | serie 2: 3de in 14.57,77 finale: 5de in 15.46,62 |
| Yelena Zadorozhnaya                                                                                            | 5000m (v)                | DNF       | serie 2: niet gefinisht |
| Inga Abitova                                                                                                   | 10000m (v)               | DSQ       | gediskwalificeerd |
| Tatyana Aryasova                                                                                               | 10000m (v)               | 17e       | 31.45,57 |
| Mariya Konovalova                                                                                              | 10000m (v)               | 4e        | 30.35,84 |
| Aleksandra Antonova                                                                                            | 100m horden (v)          | 25e       | serie 2: 5de in 13,18 |
| Tatyana Dektyareva                                                                                             | 100m horden (v)          | 20e       | serie 4: 5de in 13,05 |
| Yuliya Kondakova                                                                                               | 100m horden (v)          | 22e       | serie 3: 4de in 13,07 |
| Yekaterina Bikert                                                                                              | 400m horden (v)          | 6e        | serie 4: 1ste in 55,15 halve finale 1: 4de in 54,38 finale: 6de in 54,96 |
| Irina Obedina                                                                                                  | 400m horden (v)          | 11e       | serie 1: 2de in 55,71 halve finale 2: 6de in 55,69 |
| Anastasiya Ott                                                                                                 | 400m horden (v)          | 10e       | serie 2: 2de in 55,34 halve finale 1: 6de in 54,74 |
| Tatyana Petrova                                                                                                | 3000m steeplechase (v)   | Brons     | serie 2: 1ste in 9.28,85 finale: 3de in 9.12,33 |
| Gulnara Samitova-Galkina                                                                                       | 3000m steeplechase (v)   | Goud      | serie 1: 1ste in 9.15,17 finale: 1ste in 8.58,81 (WR) |
| Yekaterina Volkova                                                                                             | 3000m steeplechase (v)   | DSQ       | serie 3: 3de in 9.23,06 finale: 3de in 9.07,64 |
| Yuliya Chermoshanskaya Aleksandra Fedoriva Yuliya Gushchina Yevgeniya Polyakova                                | 4x100m (v)               | DSQ       | serie 2: 2de in 42,87 finale: 1ste in 42,31 |
| Tatyana Firova Yuliya Gushchina Anastasiya Kapachinskaya Lyudmila Litvinova Yelena Migunova Tatyana Veshkurova | 4x400m (v)               | DSQ       | serie 1: 1ste in 3.23,71 finale: 2de in 3.18,82 |
| Galina Bogomolova                                                                                              | marathon (v)             | DNF       | niet gefinisht |
| Irina Timofejeva                                                                                               | marathon (v)             | 7e        | 2:27.31 |
| Svetlana Zacharova                                                                                             | marathon (v)             | 22e       | 2:32.16 |
| Tatyana Kalmykova                                                                                              | 20km snelwandelen (v)    | DSQ       | gediskwalificeerd |
| Olga Kaniskina                                                                                                 | 20km snelwandelen (v)    | Goud      | 1:26.31 (OR) |
| Tatjana Sibileva                                                                                               | 20km snelwandelen (v)    | 11e       | 1:28.28 |
| Tatyana Kotova                                                                                                 | verspringen (v)          | 12e       | kwalificatie groep B: 6de met 6,57m |
| Tatyana Lebedeva                                                                                               | verspringen (v)          | DSQ       | kwalificatie groep B: 2de met 6,70m finale: 2de met 7,03m |
| Oksana Udmurtova                                                                                               | verspringen (v)          | 5e        | kwalificatie groep A: 4de met 6,63m finale: 5de met 6,70m |
| Viktoriya Gurova                                                                                               | hink-stap-springen (v)   | 5e        | kwalificatie groep A: 2de met 14,78m finale: 5de met 14,77m |
| Tatyana Lebedeva                                                                                               | hink-stap-springen (v)   | DSQ       | kwalificatie groep B: 2de met 14,55m finale: 2de met 15,32m |
| Anna Pjatych                                                                                                   | hink-stap-springen (v)   | 6e        | kwalificatie groep A: 4de met 14,45m finale: 6de met 14,73m |
| Anna Chicherova                                                                                                | hoogspringen (v)         | 5e        | kwalificatie groep A: 4de met 1,93m finale: 3de met 2,03m |
| Svetlana Sjkolina                                                                                              | hoogspringen (v)         | 11e       | kwalificatie groep A: 3de met 1,93m finale: 11de met 1,93m |
| Jelena Slesarenko                                                                                              | hoogspringen (v)         | 6e        | kwalificatie groep B: 8ste met 1,93m finale: 4de met 2,01m |
| Svetlana Feofanova                                                                                             | polsstokhoogspringen (v) | Brons     | kwalificatie groep A: 3de met 4,50m finale: 3de met 4,75m |
| Yuliya Golubchikova                                                                                            | polsstokhoogspringen (v) | 4e        | kwalificatie groep B: 5de met 4,50m finale: 4de met 4,75m |
| Yelena Isinbayeva                                                                                              | polsstokhoogspringen (v) | Goud      | kwalificatie groep A: 1ste met 4,60m finale: 1ste met 5,05m (WR) |
| Olga Ivanova                                                                                                   | kogelstoten (v)          | 7e        | kwalificatie groep A: 9de met 18,46m finale: 7de met 18,44m |
| Irina Khudoroshkina                                                                                            | kogelstoten (v)          | 23e       | kwalificatie groep B: 11de met 16,84m |
| Anna Omarova                                                                                                   | kogelstoten (v)          | 4e        | kwalificatie groep B: 3de met 18,74m finale: 4de met 19,08m |
| Nataliya Sadova                                                                                                | discuswerpen (v)         | 24e       | kwalificatie groep B: 11de met 58,11m |
| Svetlana Saykina                                                                                               | discuswerpen (v)         | 15e       | kwalificatie groep B: 8ste met 59,48m |
| Oksana Yesipchuk                                                                                               | discuswerpen (v)         | 31e       | kwalificatie groep A: 18de met 55,07m |
| Mariya Abakumova                                                                                               | speerwerpen (v)          | DSQ       | kwalificatie groep A: 3de met 63,48m finale: 2de met 70,78m |
| Mariya Yakovenko                                                                                               | speerwerpen (v)          | 46e       | kwalificatie groep B: 22ste met 51,67m |
| Anna Bulgakova                                                                                                 | kogelslingeren (v)       | 18e       | kwalificatie groep A: 12de met 68,04m |
| Yelena Konevtseva                                                                                              | kogelslingeren (v)       | 20e       | kwalificatie groep A: 13de met 67,83m |
| Yelena Priyma                                                                                                  | kogelslingeren (v)       | 8e        | kwalificatie groep B: 4de met 70,69m finale: 8ste met 69,72m |
| Anna Bogdanova                                                                                                 | zevenkamp (v)            | 5e        | 100m horden: 3de in 13,09 hoogspringen: 3de met 1,86m kogelstoten: 10de met 14,08m 200m: 6de in 24,24 verspringen: 3de met 6,45m speerwerpen: 34ste met 35,41m 800m: 4de in 2.09,45 totaal: 6465 punten                                                                                           |
| Tatyana Chernova                                                                                               | zevenkamp (v)            | DSQ       | gediskwalificeerd |
| Olga Kurban | zevenkamp (v)            | 12e       | 100m horden: 18de in 13,77 hoogspringen: 15de met 1,77m kogelstoten: 14de met 13,84m 200m: 8ste in 24,34 verspringen: 18de met 6,08m speerwerpen: 18de met 42,85m 800m: 10de in 2.13,59 totaal: 6192 punten                                                                                       |

### Badminton
| Olympiër         | Discipline    | Resultaat | Prestatie                                                          |
| ---------------- | ------------- | --------- | ------------------------------------------------------------------ |
| Stanislav Pukhov | enkelspel (m) | 17e       | 1ste ronde: vrij 2de ronde: V van LTU Navickas: 0-2 (12-21, 17-21) |
|                  |               |           |                                                                    |
| Ella Diehl       | enkelspel (v) | 33e       | 1ste ronde: V van IND Nehwal: 0-2 (9-21, 8-21)                     |

### Basketbal

#### Mannen
| Olympiër | Discipline | Resultaat | Prestatie |
| --- | ---------- | --------- | --- |
| Sergej Bykov Vitali Fridzon J. R. Holden Viktor Kejroe Viktor Chrjapa Andrej Kirilenko Sergej Monja Nikita Morgoenov Zachar Pasjoetin Pjotr Samojlenko Aleksej Savrasjenko Andrej Vorontsevitsj | mannen     | 9e        | groep A: 5de W van Iran: 71-49 V van Kroatië: 78-85 V van Litouwen: 79-85 V van Australië: 80-95 V van Argentinië: 79-91 |

| Groep A |            |             |             |             |        |        |        |        |
| #       | Land       | Wedstrijden | Wedstrijden | Wedstrijden | Punten | Punten | Punten | Punten |
| #       | Land       | G           | W           | V           | V      | T      | Saldo  | Punten |
| 1       | Litouwen   | 5           | 4           | 1           | 425    | 400    | +25    | 9      |
| 2       | Argentinië | 5           | 4           | 1           | 425    | 361    | +64    | 9      |
| 3       | Kroatië    | 5           | 3           | 2           | 399    | 380    | +19    | 8      |
| 4       | Australië  | 5           | 3           | 2           | 457    | 405    | +52    | 8      |
| 5       | Rusland    | 5           | 1           | 4           | 387    | 406    | -19    | 6      |
| 6       | Iran       | 5           | 0           | 5           | 323    | 464    | -141   | 5      |

| Ronde       | Datum  | Plaats     | Land  | Score     | Land |
| ----------- | ------ | ---------- | ----- | --------- | ---- |
| Groepsfase  |        |            |       |           |      |
| 10 augustus | Peking | Rusland    | 71-49 | Iran      |      |
| 12 augustus | Peking | Kroatië    | 85-78 | Rusland   |      |
| 14 augustus | Peking | Litouwen   | 86-79 | Rusland   |      |
| 16 augustus | Peking | Rusland    | 80-95 | Australië |      |
| 18 augustus | Peking | Argentinië | 91-79 | Rusland   |      |

#### Vrouwen
| Olympiër | Discipline | Resultaat | Prestatie |
| --- | ---------- | --------- | --- |
| Svetlana Abrosimova Becky Hammon Marina Karpoenina Ilona Korstin Marina Koezina Jekaterina Lisina Irina Osipova Oksana Rachmatoelina Tatjana Sjtsjegoleva Irina Sokolovskaja Maria Stepanova Natalja Vodopjanova | vrouwen    | Brons     | groep A: 2de W van Letland: 62-57 W van Zuid-Korea: 77-72 W van Wit-Rusland: 71-65 W van Brazilië: 74-64 V van Australië: 55-75 kwartfinale: W van Spanje: 84-65 halve finale: V van Verenigde Staten: 52-67 bronzen finale: W van China: 94-81 |

| Groep A |             |             |             |             |        |        |        |        |
| #       | Land        | Wedstrijden | Wedstrijden | Wedstrijden | Punten | Punten | Punten | Punten |
| #       | Land        | G           | W           | V           | V      | T      | Saldo  | Punten |
| 1       | Australië   | 5           | 5           | 0           | 424    | 319    | +105   | 10     |
| 2       | Rusland     | 5           | 4           | 1           | 339    | 333    | +6     | 9      |
| 3       | Wit-Rusland | 5           | 2           | 3           | 324    | 332    | -8     | 7      |
| 4       | Zuid-Korea  | 5           | 2           | 3           | 327    | 360    | -33    | 7      |
| 5       | Letland     | 5           | 1           | 4           | 334    | 387    | -53    | 6      |
| 6       | Brazilië    | 5           | 1           | 4           | 337    | 354    | -17    | 6      |

| Ronde          | Datum  | Plaats      | Land  | Score            | Land |
| -------------- | ------ | ----------- | ----- | ---------------- | ---- |
| Groepsfase     |        |             |       |                  |      |
| 9 augustus     | Peking | Letland     | 57-62 | Rusland          |      |
| 11 augustus    | Peking | Zuid-Korea  | 72-77 | Rusland          |      |
| 13 augustus    | Peking | Wit-Rusland | 65-71 | Rusland          |      |
| 15 augustus    | Peking | Rusland     | 74-64 | Brazilië         |      |
| 17 augustus    | Peking | Australië   | 75-55 | Rusland          |      |
| Kwartfinale    |        |             |       |                  |      |
| 19 augustus    | Peking | Rusland     | 84-65 | Spanje           |      |
| Halve finale   |        |             |       |                  |      |
| 21 augustus    | Peking | Rusland     | 52-67 | Verenigde Staten |      |
| Bronzen finale |        |             |       |                  |      |
| 23 augustus    | Peking | Rusland     | 94-81 | China            |      |

### Boksen
| Olympiër           | Discipline | Resultaat | Prestatie |
| ------------------ | ---------- | --------- | --- |
| David Ayrapetyan   | -48kg (m)  | 9e        | 1ste ronde: V van UKR Chygayev: 11-13 |
| Georgi Balaksjin   | -51kg (m)  | Brons     | 1ste ronde: vrij 2de ronde: W van KAZ Sarsembayev: 12-4 kwartfinale: W van IND Kumar: 15-11 halve finale: V van CUB Laffita: 8-9                                              |
| Sergey Vodopyanov  | -54kg (m)  | 9e        | 1ste ronde: W van PUR Arroya: 10-5 2de ronde: V van IND Kumar: 9-9 |
| Albert Selimov     | -57kg (m)  | 9e        | 1ste ronde: V van UKR Lomachenko: 7-14 |
| Aleksey Tishchenko | -60kg (m)  | Goud      | 1ste ronde: W van TUN Nejmaoui: 10-2 2de ronde: W van AUS Little: 11-3 kwartfinale: W van COL Pérez: 13-5 halve finale: W van ARM Javakhyan: 10-5 finale: W van FRA Sow: 11-9 |
| Gennady Kovalyov   | -64kg (m)  | 5e        | 1ste ronde: W van CHN Maimaitituersun: 15-8 2de ronde: W van MRI Colin: 15-4 kwartfinale: V van CUB Iglesias: 2-5                                                             |
| Andrey Balanov     | -69kg (m)  | 9e        | 1ste ronde: W van NAM Kasuto: 8-5 2de ronde: V van USA Andrade: 3-14 |
| Matvey Korobov     | -75kg (m)  | 9e        | 1ste ronde: W van SWE Terbunja: 18-6 2de ronde: V van KAZ Artayev: 7-10 |
| Artur Beterbiyev   | -81kg (m)  | 9e        | 1ste ronde: W van SWE Katende: 15-3 2de ronde: V van CHN Zhang: 2-8 |
| Rakhim Chakhkiyev  | -91kg (m)  | Goud      | 1ste ronde: W van IRI Mazaheri: 7-3 kwartfinale: W van FRA M'Bumba: 18-9 halve finale: W van CUB Acosta: 10-5 finale: W van ITA Russo: 4-2                                    |
| Islam Timurziyev   | +91kg (m)  | 9e        | 1ste ronde: V van GBR Price: scheidsrechterlijke beslissing |

### Boogschieten
| Olympiër                                            | Discipline      | Resultaat | Prestatie |
| --------------------------------------------------- | --------------- | --------- | --- |
| Andrey Abramov                                      | individueel (m) | 36e       | plaatsingsronde: 25ste met 660 punten 1ste ronde: V van USA Johnson: 109-109 (25-26) |
| Bair Badyonov                                       | individueel (m) | Brons     | plaatsingsronde: 31ste met 658 punten 1ste ronde: W van GBR Godfrey: 114-109 2de ronde: W van IND Singh Champia: 109-108 3de ronde: W van CAN Lyon: 115-110 kwartfinale: W van MAS Cheng: 109-104 halve finale: V van UKR Ruban: 112-112 (18-20) bronzen finale: W van MEX Serrano: 115-110 |
| Balzhinima Tsyrempilov                              | individueel (m) | 10e       | plaatsingsronde: 6de met 671 punten 1ste ronde: W van BUL Pavlov: 112-102 2de ronde: W van TPE Chen: 109-101 3de ronde: V van JPN Moriya: 110-113 |
| Andrey Abramov Bair Badyonov Balzhinima Tsyrempilov | team (m)        | 8e        | plaatsingsronde: 4de met 1989 punten 1ste ronde: vrij kwartfinale: V van China: 208-217 |
|                                                     |                 |           | |
| Miroslava Dagbayeva                                 | individueel (v) | 22e       | plaatsingsronde: 23ste met 637 punten 1ste ronde: W van INA Puspitasari: 106-106 (10-9) 2de ronde: V van COL Rendón: 106-110 |
| Nataliya Erdyniyeva                                 | individueel (v) | 14e       | plaatsingsronde: 11de met 647 punten 1ste ronde: W van SUI Dielen: 107-102 2de ronde: W van POL Marcinkiewicz: 104-103 3de ronde: V van CHN Zhang: 108-110 |

### Gewichtheffen
| Olympiër             | Discipline | Resultaat | Prestatie                                                    |
| -------------------- | ---------- | --------- | ------------------------------------------------------------ |
| Oleg Perepetchenov   | -77kg (m)  | 5e        | trekken: 5de met 162kg stoten: 9de met 192kg totaal: 354kg   |
| Khadzhimurat Akkayev | -94kg (m)  | DSQ       | trekken: 1ste met 185kg stoten: 4de met 217kg totaal: 402kg  |
| Roman Konstantinov   | -94kg (m)  | 8e        | trekken: 8ste met 175kg stoten: 8ste met 212kg totaal: 387kg |
| Dmitry Klokov        | -105kg (m) | Zilver    | trekken: 3de met 193kg stoten: 3de met 230kg totaal: 423kg   |
| Dmitry Lapikov       | -105kg (m) | DSQ       | trekken: 5de met 190kg stoten: 2de met 230kg totaal: 420kg   |
| Evgeny Chigishev     | +105kg (m) | Zilver    | trekken: 1ste met 210kg stoten: 2de met 250kg totaal: 460kg  |
|                      |            |           |                                                              |
| Marina Shainova      | -58kg (v)  | DSQ       | trekken: 5de met 98kg stoten: 3de met 129kg totaal: 227kg    |
| Svetlana Tsarukayeva | -63kg (v)  | DNF       | trekken: geen geldige poging                                 |
| Oxana Slivenko       | -69kg (v)  | Goud      | trekken: 2de met 115kg stoten: 2de met 140kg totaal: 255kg   |
| Nadezhda Evstyukhina | -75kg (v)  | DSQ       | trekken: 3de met 117kg stoten: 2de met 147kg totaal: 264kg   |

### Gymnastiek
| Olympiër | Discipline               | Resultaat     | Prestatie |
| Ritmisch | Ritmisch                 | Ritmisch      | Ritmisch |
| --- | ------------------------ | ------------- | --- |
| Yevgeniya Kanayeva                                                                                            | individueel (v)          | Goud          | kwalificatie: 1ste touw: 1ste met 18,700 punten hoepel: 4de met 17,850 punten knotsen: 1ste met 18,700 punten linten: 1ste met 18,825 punten totaal: 74,075 punten finale: 1ste touw: 1ste met 18,850 punten hoepel: 1ste met 18,850 punten knotsen: 1ste met 18,950 punten linten: 1ste met 18,850 punten totaal: 75,500 punten |
| Olga Kapranova                                                                                                | individueel (v)          | 4e            | kwalificatie: 2de touw: 2de met 18,500 punten hoepel: 2de met 18,50punten knotsen: 2de met 18,200 punten linten: 3de met 17,875 punten totaal: 72,900 punten finale: 4de touw: 2de met 18,500 punten hoepel: 2de met 18,200 punten knotsen: 8ste met 16,950 punten linten: 3de met 18,050 punten totaal: 71,700 punten           |
| Margarita Alijtsjoek Anna Gavrilenko Tatjana Gorboenova Jelena Posevina Daria Sjkoerichina Natalia Zoejeva    | ritmisch team (v)        | Goud          | kwalificatie: 2de touw: 4de met 17,000 punten hoepel/knotsen: 1ste met 17,700 punten totaal: 34,700 punten finale: 1ste touw: 1ste met 17,750 punten hoepel/knotsen: 1ste met 17,800 punten totaal: 35,550 punten |
| Trampoline |                          |               | |
| Alexander Rusakov                                                                                             | trampoline (m)           | 7e            | kwalificatie: 6de met 69,90 punten finale: 7de met 38,50 punten |
| Dmitry Ushakov                                                                                                | trampoline (m)           | 6e            | kwalificatie: 3de met 71,50 punten finale: 6de met 38,80 punten |
| |                          |               | |
| Natalia Chernova                                                                                              | trampoline (v)           | 11e           | kwalificatie: 11de met 63,00 punten |
| Irina Karavayeva                                                                                              | trampoline (v)           | 5e            | kwalificatie: 2de met 66,40 punten finale: 5de met 36,20 punten |
| Turnen |                          |               | |
| Maksim Devyatovsky                                                                                            | brug (m)                 | 29e           | kwalificatie: 29ste met 15,425 punten |
| Sergey Khorokhordin                                                                                           | brug (m)                 | 13e           | kwalificatie: 13de met 15,875 punten |
| Nikolay Kryukov                                                                                               | brug (m)                 | 8e            | kwalificatie: 2de met 16,175 punten finale:' 8ste met 15,150 punten |
| Konstantin Pluzhnikov                                                                                         | brug (m)                 | 49e           | kwalificatie: 49ste met 14,950 punten |
| Yury Ryazanov                                                                                                 | brug (m)                 | 20e           | kwalificatie: 20ste met 15,625 punten |
| Maksim Devyatovsky                                                                                            | paard voltige (m)        | 63e           | kwalificatie: 63ste met 13,300 punten |
| Anton Golotsutskov                                                                                            | paard voltige (m)        | 76e           | kwalificatie: 76ste met 12,325 punten |
| Sergey Khorokhordin                                                                                           | paard voltige (m)        | 18e           | kwalificatie: 18de met 14,800 punten |
| Nikolay Kryukov                                                                                               | paard voltige (m)        | 17e           | kwalificatie: 17de met 14,850 punten |
| Yury Ryazanov                                                                                                 | paard voltige (m)        | 31e           | kwalificatie: 31ste met 14,450 punten |
| Maksim Devyatovsky                                                                                            | rekstok (m)              | 19e           | kwalificatie: 19de met 15,125 punten |
| Anton Golotsutskov                                                                                            | rekstok (m)              | 51e           | kwalificatie: 51ste met 14,300 punten |
| Sergey Khorokhordin                                                                                           | rekstok (m)              | 13e           | kwalificatie: 13de met 15,350 punten |
| Nikolay Kryukov                                                                                               | rekstok (m)              | 20e           | kwalificatie: 20ste met 15,050 punten |
| Yury Ryazanov                                                                                                 | rekstok (m)              | 27e           | kwalificatie: 28ste met 14,800 punten |
| Maksim Devyatovsky                                                                                            | rekstok (m)              | 15e           | kwalificatie: 15de met 15,375 punten |
| Anton Golotsutskov                                                                                            | rekstok (m)              | 30e           | kwalificatie: 30ste met 15,075 punten |
| Sergey Khorokhordin                                                                                           | rekstok (m)              | 31e           | kwalificatie: 31ste met 15,075 punten |
| Konstantin Pluzhnikov                                                                                         | rekstok (m)              | 53e           | kwalificatie: 53ste met 14,275 punten |
| Yury Ryazanov                                                                                                 | rekstok (m)              | 29e           | kwalificatie: 29ste met 15,100 punten |
| Anton Golotsutskov                                                                                            | sprong (m)               | Brons         | kwalificatie: 6de met 15,575 punten finale: 3de met 16,475 punten |
| Maksim Devyatovsky                                                                                            | vloer (m)                | 18e           | kwalificatie: 18de met 15,300 punten |
| Anton Golotsutskov                                                                                            | vloer (m)                | Brons         | kwalificatie: 7de met 15,600 punten finale: 3de met 15,725 punten |
| Sergey Khorokhordin                                                                                           | vloer (m)                | 32e           | kwalificatie: 32ste met 14,975 punten |
| Konstantin Pluzhnikov                                                                                         | vloer (m)                | 53e           | kwalificatie: 53ste met 14,450 punten |
| Yury Ryazanov                                                                                                 | vloer (m)                | 47e           | kwalificatie: 47ste met 14,600 punten |
| Maksim Devyatovsky                                                                                            | individuele meerkamp (m) | 6e            | kwalificatie: 14de met 90,350 punten finale: 6de met 91,700 punten |
| Sergey Khorokhordin                                                                                           | individuele meerkamp (m) | 5e            | kwalificatie: 7de met 91,800 punten finale: 7de met 91,700 punten |
| Yury Ryazanov                                                                                                 | individuele meerkamp (m) | 17e           | kwalificatie: 17de met 90,125 punten |
| Maksim Devyatovsky Anton Golotsutskov Sergey Khorokhordin Nikolay Kryukov Konstantin Pluzhnikov Yury Ryazanov | meerkamp team (m)        | 6e            | kwalificatie: 3de met 366,225 punten finale: 6de met 274,300 punten |
| |                          |               | |
| Kseniya Afanasyeva                                                                                            | balk (v)                 | 7e            | kwalificatie: 7de met 15,775 punten finale: 7de met 14,825 punten |
| Lyudmila Grebenkova                                                                                           | balk (v)                 | 37e           | kwalificatie: 37ste met 14,600 punten |
| Yekaterina Kramarenko                                                                                         | balk (v)                 | 36e           | kwalificatie: 36ste met 14,625 punten |
| Anna Pavlova                                                                                                  | balk (v)                 | 4e            | kwalificatie: 6de met 15,825 punten finale: 4de met 15,900 punten |
| Kseniya Semyonova                                                                                             | balk (v)                 | kwalificatie* | kwalificatie: 8ste met 15,775 punten |
| Kseniya Afanasyeva                                                                                            | brug (v)                 | 20e           | kwalificatie: 7de met 15,775 punten |
| Svetlana Klyukina                                                                                             | brug (v)                 | 17e           | kwalificatie: 17de met 14,975 punten |
| Yekaterina Kramarenko                                                                                         | brug (v)                 | 10e           | kwalificatie: 10de met 15,500 punten |
| Anna Pavlova                                                                                                  | brug (v)                 | 34e           | kwalificatie: 34ste met 14,600 punten |
| Kseniya Semyonova                                                                                             | brug (v)                 | 6e            | kwalificatie: 2de met 16,475 punten finale: 6de met 16,325 punten |
| Anna Pavlova                                                                                                  | sprong (v)               | 8e            | kwalificatie: 5de met 15,275 punten finale: 8ste met 7,812 punten |
| Kseniya Afanasyeva                                                                                            | vloer (v)                | 9e            | kwalificatie: 9de met 15,025 punten |
| Svetlana Klyukina                                                                                             | vloer (v)                | 53e           | kwalificatie: 53ste met 13,950 punten |
| Yekaterina Kramarenko                                                                                         | vloer (v)                | 5e            | kwalificatie: 6de met 15,150 punten finale: 5de met 15,025 punten |
| Anna Pavlova                                                                                                  | vloer (v)                | 8e            | kwalificatie: 7de met 15,125 punten finale: 8ste met 14,125 punten |
| Kseniya Semyonova                                                                                             | vloer (v)                | 29e           | kwalificatie: 29ste met 14,475 punten |
| Kseniya Afanasyeva                                                                                            | individuele meerkamp (v) | kwalificatie* | kwalificatie: 6de met 60,800 punten |
| Yekaterina Kramarenko                                                                                         | individuele meerkamp (v) | kwalificatie* | kwalificatie: 10de met 60,425 punten |
| Anna Pavlova                                                                                                  | individuele meerkamp (v) | 7e            | kwalificatie: 5de met 60,900 punten finale: 7de met 60,825 punten |
| Kseniya Semyonova                                                                                             | individuele meerkamp (v) | 4e            | kwalificatie: 4de met 61,475 punten finale: 4de met 61,925 punten |
| Kseniya Afanasyeva Lyudmila Grebenkova Svetlana Klyukina Yekaterina Kramarenko Anna Pavlova Kseniya Semyonova | meerkamp team (v)        | 4e            | kwalificatie: 3de met 233,875 punten finale: 4de met 180,625 punten |

### Handbal

#### Mannen
| Olympiër | Discipline | Resultaat | Prestatie |
| --- | ---------- | --------- | --- |
| Samvel Aslanyan Aleksandr Chernovyanov Timur Dibirov Vasily Filippov Oleg Grams Konstantin Igropulo Vitaly Ivanov Aleksey Kamanin Eduard Koksharov Aleksey Kostygov Dmitry Kovalyov Denis Krivoshlykov Aleksey Rastvortsev Yegor Yevdokimov | mannen     | 6e        | groep B: 4de V van IJsland: 31-33 W van Egypte: 28-27 V van Denemarken: 24-25 G van Duitsland: 24-24 W van Zuid-Korea: 29-22 kwartfinale: V van Frankrijk: 24-27 5-8ste plek: W van Denemarken: 28-27 5-6de plek: V van Polen: 28-29 |

| Groep B |            |             |             |             |             |            |            |            |        |
| #       | Land       | Wedstrijden | Wedstrijden | Wedstrijden | Wedstrijden | Doelpunten | Doelpunten | Doelpunten | Punten |
| #       | Land       | G           | W           | G           | V           | V          | T          | Saldo      | Punten |
| 1       | Zuid-Korea | 5           | 3           | 0           | 2           | 122        | 129        | -7         | 6      |
| 2       | Denemarken | 5           | 3           | 1           | 0           | 137        | 131        | +6         | 6      |
| 3       | IJsland    | 5           | 2           | 2           | 1           | 151        | 146        | +5         | 6      |
| 4       | Rusland    | 5           | 2           | 2           | 1           | 136        | 131        | +5         | 5      |
| 5       | Duitsland  | 5           | 2           | 1           | 2           | 126        | 130        | -4         | 5      |
| 6       | Egypte     | 5           | 0           | 2           | 3           | 127        | 132        | -5         | 2      |

| Ronde       | Datum  | Plaats     | Land  | Score      | Land |
| ----------- | ------ | ---------- | ----- | ---------- | ---- |
| Groepsfase  |        |            |       |            |      |
| 10 augustus | Peking | Rusland    | 31-33 | IJsland    |      |
| 12 augustus | Peking | Egypte     | 27-28 | Rusland    |      |
| 14 augustus | Peking | Denemarken | 25-24 | Rusland    |      |
| 16 augustus | Peking | Rusland    | 24-24 | Duitsland  |      |
| 18 augustus | Peking | Rusland    | 29-22 | Zuid-Korea |      |
| Kwartfinale |        |            |       |            |      |
| 20 augustus | Peking | Frankrijk  | 27-24 | Rusland    |      |
| 5-8ste plek |        |            |       |            |      |
| 22 augustus | Peking | Rusland    | 28-27 | Denemarken |      |
| 5-6de plek  |        |            |       |            |      |
| 24 augustus | Peking | Rusland    | 28-29 | Polen      |      |

#### Vrouwen
| Olympiër | Discipline | Resultaat | Prestatie |
| --- | ---------- | --------- | --- |
| Jekaterina Andrjoesjina Irina Bliznova Jelena Dmitrieva Anna Karejeva Jekaterina Marennikova Irina Paltoratskaja Jelena Polenova Ljoedmila Postnova Oxana Romenskaja Natalia Sjipilova Maria Sidorova Inna Soelsina Emilija Toerej Janna Oesjkova | vrouwen    | Zilver    | groep B: 1ste G van Zuid-Korea: 29-29 W van Zweden: 28-24 W van Brazilië: 28-19 W van Hongarije: 33-24 W van Duitsland: 30-29 kwartfinale: W van Frankrijk: 32-31 halve finale: W van Hongarije: 22-20 finale: V van Noorwegen: 27-34 |

| Groep B |            |             |             |             |             |            |            |            |        |
| #       | Land       | Wedstrijden | Wedstrijden | Wedstrijden | Wedstrijden | Doelpunten | Doelpunten | Doelpunten | Punten |
| #       | Land       | G           | W           | G           | V           | V          | T          | Saldo      | Punten |
| 1       | Rusland    | 5           | 4           | 1           | 0           | 148        | 125        | +23        | 9      |
| 2       | Zuid-Korea | 5           | 3           | 1           | 1           | 155        | 127        | +28        | 7      |
| 3       | Hongarije  | 5           | 2           | 1           | 2           | 129        | 142        | -13        | 5      |
| 4       | Zweden     | 5           | 2           | 0           | 3           | 123        | 137        | -14        | 4      |
| 5       | Brazilië   | 5           | 1           | 1           | 4           | 124        | 137        | -13        | 3      |
| 6       | Duitsland  | 5           | 1           | 0           | 4           | 123        | 134        | -11        | 2      |

| Ronde        | Datum  | Plaats    | Land  | Score      | Land |
| ------------ | ------ | --------- | ----- | ---------- | ---- |
| Groepsfase   |        |           |       |            |      |
| 9 augustus   | Peking | Rusland   | 29-29 | Zuid-Korea |      |
| 11 augustus  | Peking | Zweden    | 24-28 | Rusland    |      |
| 13 augustus  | Peking | Rusland   | 28-19 | Brazilië   |      |
| 15 augustus  | Peking | Hongarije | 24-33 | Rusland    |      |
| 17 augustus  | Peking | Rusland   | 30-29 | Duitsland  |      |
| Kwartfinale  |        |           |       |            |      |
| 19 augustus  | Peking | Rusland   | 32-31 | Frankrijk  |      |
| Halve finale |        |           |       |            |      |
| 21 augustus  | Peking | Hongarije | 20-22 | Rusland    |      |
| Finale       |        |           |       |            |      |
| 23 augustus  | Peking | Noorwegen | 34-27 | Rusland    |      |

### Judo
| Olympiër           | Discipline | Resultaat | Prestatie |
| ------------------ | ---------- | --------- | --- |
| Ruslan Kishmakhov  | -60kg (m)  | 9e        | 1ste ronde: vrij 2de ronde: W van YEM Khousrof: waza-ari 3de ronde: W van CHN Liu: waza-ari kwartfinale: V van FRA Dragin: koka herkansingen: vrij herkansingen 2: V van ISR Yekutiel: koka                                                                                        |
| Alim Gadanov       | -66kg (m)  | 5e        | 1ste ronde: vrij 2de ronde: W van AZE Gasimov: waza-ari 3de ronde: W van HUN Ungvári: yuko kwartfinale: V van FRA Darbelet: ippon herkansingen: vrij herkansingen 2: W van CAN Mehmedovic: ippon herkansingen 3: W van ITA Casale: ippon bronzen finale: V van CUB Arencibia: yuko |
| Salamu Mezhidov    | -73kg (m)  | 21e       | 1ste ronde: V van UKR Bilodid: ippon |
| Alibek Bashkayev   | -81kg (m)  | 21e       | 1ste ronde: vrij 2de ronde: V van MAR Attaf: ippon |
| Ivan Pershin       | -90kg (m)  | 5e        | 1ste ronde: W van RSA Trezise: ippon 2de ronde: W van ARG Rosati: ippon kwartfinale: W van BLR Kazusenok: ippon halve finale: V van GEO Tsirekidze: ippon herkansingen: vrij herkansingen 2: vrij herkansingen 3: vrij bronzen finale: V van SUI Aschwanden: ippon                 |
| Ruslan Gasymov     | -100kg (m) | 21e       | 1ste ronde: V van GER Behrla: ippon |
| Tamerlan Tmenov    | +100kg (m) | 5e        | 1ste ronde: vrij 2de ronde: W van NED van der Geest: waza-ari 3de ronde: W van CHN Pan: waza-ari kwartfinale: V van JPN Ishii: ippon herkansingen: vrij herkansingen 2: W van ITA Bianchessi: yuko herkansingen 3: V van IRI Roudaki: ippon                                        |
|                    |            |           | |
| Lyudmila Bogdanova | -48kg (v)  | 5e        | 1ste ronde: vrij 2de ronde: V van CUB Bermoy: yuko herkansingen: W van ECU Miranda: ippon herkansingen 2: W van GER Baschin: koka herkansingen 3: W van POR Hormigo: waza-ari bronzen finale: V van JPN Tani: koka                                                                 |
| Anna Kharitonova   | -52kg (v)  | 15e       | 1ste ronde: vrij 2de ronde: V van POR Monteiro: waza-ari |
| Vera Koval         | -63kg (v)  | 18e       | 1ste ronde: V van NED Willeboordse: yuko |
| Yuliya Kuzina      | -70kg (v)  | 16e       | 1ste ronde: vrij 2de ronde: V van HUN Mészáros: yuko |
| Vera Moskalyuk     | -70kg (v)  | 13e       | 1ste ronde: V van ESP San Miguel: koka herkansingen: V van BRA Silva: yuko |
| Tea Donguzashvil   | -48kg (v)  | 9e        | 1ste ronde: V van CHN Tong: ippon herkansingen: W van UKR Prokofyeva: waza-ari herkansingen 2: V van KOR Kim: ippon |

### Kanovaren
| Olympiër                                                           | Discipline    | Resultaat | Prestatie |
| Slalom                                                             | Slalom        | Slalom    | Slalom |
| ------------------------------------------------------------------ | ------------- | --------- | --- |
| Aleksandr Lipatov                                                  | C-1 (m)       | 10e       | voorronde: 9de run 1: 5de in 87,65 run 2: 11de in 90,51 totaal: 178,16 halve finale: 10de in 94,16                     |
| Michail Koeznetsovv Dmitry Larionov                                | C-2 (m)       | Brons     | voorronde: 6de run 1: 7de in 98,43 run 2: 6de in 97,65 totaal: 196,08 halve finale: 4de in 98,57 finale: 3de in 197,37 |
|                                                                    |               |           | |
| Aleksandra Perova                                                  | K-1 (v)       | 18e       | voorronde: 18de run 1: 2de in 93,41 run 2: 21ste in 166,04 totaal: 259,45                                              |
| Sprint                                                             |               |           | |
| Maksim Opalev                                                      | C-1 500m (m)  | Goud      | serie 3: 1ste in 1.47,849 finale: 1ste in 1.47,140                                                                     |
| Viktor Melantev                                                    | C-1 1000m (m) | 11e       | serie 2: 5de in 4.03,316 halve finale 1: 4de in 4.02,854                                                               |
| Aleksandr Kostoglod Sergey Ulegin                                  | C-2 500m (m)  | Zilver    | serie 1: 2de in 1.41,241 finale: 2de in 1.41,282                                                                       |
| Aleksandr Kostoglod Sergey Ulegin                                  | C-2 1000m (m) | 8e        | serie 2: 3de in 3.41,291 finale: 8ste in 3.44,669                                                                      |
| Anton Ryakhov                                                      | K-1 500m (m)  | 5e        | serie 2: 2de in 1.37,666 halve finale 1: 2de in 1.42,968 finale: 5de in 1.38,187                                       |
| Anton Ryakhov                                                      | K-1 1000m (m) | 12e       | serie 3: 4de in 3.38,381 halve finale 1: 5de in 3.37,017                                                               |
| Ilya Medvedev Yevgeny Salakhov Anton Vasilev Konstantin Vishnyakov | K-4 1000m (m) | 8e        | serie 2: 4de in 2.59,518 halve finale: 1ste in 3.00,459 finale: 8ste in 3.00,654                                       |
|                                                                    |               |           | |
| Yuliana Salakhova                                                  | K-1 500m (m)  | 9e        | serie 3: 5de in 1.51,628 halve finale 2: 2de in 1.53,603 finale: 9de in 1.53,973                                       |

### Moderne vijfkamp
| Olympiër                | Discipline | Resultaat | Prestatie |
| ----------------------- | ---------- | --------- | --- |
| Ilya Frolov             | mannen     | 20e       | schietsport: 22ste met 178 punten schermen: 13de met 18 overwinningen zwemmen: 11de in 2.04,01 paardensport: 28ste met 828 punten atletiek: 2de in 9.04,95 totaal: 5268 punten   |
| Andrey Moiseyev         | mannen     | Goud      | schietsport: 5de met 186 punten schermen: 1ste met 26 overwinningen zwemmen: 6de in 2.02,55 paardensport: 15de met 1060 punten atletiek: 27ste in 9.48,75 totaal: 5632 punten    |
|                         |            |           | |
| Yevdokia Grechishnikova | mannen     | 24e       | schietsport: 15de met 178 punten schermen: 10de met 20 overwinningen zwemmen: 28ste in 2.26,37 paardensport: 31ste met 976 punten atletiek: 14de in 10.43,65 totaal: 5240 punten |
| Tatyana Muratova        | mannen     | 11e       | schietsport: 14de met 179 punten schermen: 5de met 22 overwinningen zwemmen: 25ste in 2.22,98 paardensport: 19de met 1108 punten atletiek: 17de in 10.49,35 totaal: 5452 punten  |

### Paardensport
| Olympiër            | Discipline  | Resultaat | Prestatie |
| Dressuur            | Dressuur    | Dressuur  | Dressuur |
| ------------------- | ----------- | --------- | --- |
| Aleksandra Korelova | individueel | 6e        | Grand Prix: 15de met 68,500% Grand Prix Special: 5de met 71,400% Grand Prix Freestyle: 8ste met 73,500% totaal: 72,625%                             |
| Tatyana Miloserdova | individueel | 37e       | Grand Prix: 37ste met 61,875% |
| Eventing            |             |           | |
| Igor Atrokhov       | individueel | DNF       | dressuur: 64ste met 65,20 strafpunten cross-country: niet gefinisht                                                                                 |
| Valery Martyshev    | individueel | 48e       | dressuur: 62ste met 64,40 strafpunten cross-country: 48ste met 60,4 strafpunten springconcours: 41ste met 12 strafpunten totaal: 136,80 strafpunten |
| Springconcours      |             |           | |
| Lyubov Kochetova    | individueel | 61e       | kwalificatie: 61ste 1ste ronde: 44ste met 8 strafpunten 2de ronde: 62ste met 33 strafpunten totaal: 41 strafpunten                                  |

### Roeien
| Olympiër                                                        | Discipline      | Resultaat | Prestatie |
| --------------------------------------------------------------- | --------------- | --------- | --- |
| Aleksandr Kornilov Aleksey Svirin                               | dubbel-twee (m) | 11e       | serie 2: 4de in 6.44,46 herkansingen: 1ste in 6.23,52 halve finale 2: 5de in 6.22,75 finale B: 5de in 6.49,84 |
| Sergey Fedorovtsev Nikita Morgachyov Igor Salov Nikolay Spinyov | dubbel-vier (m) | 7e        | serie 1: 3de in 5.39,18 halve finale 1: 5de in 5.59,56 finale B: 1ste in 5.46,17                              |
|                                                                 |                 |           | |
| Oksana Dorodnova Yuliya Kalinovskaya Yuliya Levina Larisa Merk  | dubbel-vier (v) | 7e        | serie 1: 4de in 6.26,21 herkansingen: 6de in 6.51,14 finale B: 1ste in 6.28,10                                |

### Schermen
| Olympiër                                                                   | Discipline      | Resultaat | Prestatie |
| -------------------------------------------------------------------------- | --------------- | --------- | --- |
| Anton Avdeyev                                                              | degen (m)       | 22e       | 1ste ronde: vrij 2de ronde: V van FRA Robeiri: 11-15 |
| Nikolay Kovalyov                                                           | sabel (m)       | 26e       | 1ste ronde: W van GBR O'Connell: 15-14 2de ronde: V van ESP Martí: 12-15 |
| Stanislav Pozdnjakov                                                       | sabel (m)       | 17e       | 1ste ronde: vrij 2de ronde: V van FRA Lopez: 8-15 |
| Aleksej Jakimenko                                                          | sabel (m)       | 21e       | 1ste ronde: vrij 2de ronde: V van BLR Buikevich: 9-15 |
| Nikolay Kovalyov Stanislav Pozdnjakov Aleksej Jakimenko                    | sabel team (m)  | 22e       | 1ste ronde: W van China: 45-36 halve finale: V van Verenigde Staten: 44-45 bronzen finale: V van Italië: 44-45                                                                                       |
|                                                                            |                 |           | |
| Tatjana Logoenova                                                          | degen (v)       | 17e       | 1ste ronde: V van SWE Samuelsson: 6-15 |
| Ljoebov Sjoetova                                                           | degen (v)       | 6e        | 1ste ronde: vrij 2de ronde: W van HUN Szász-Kovács: 15-12 kwartfinale: V van ROU Popescu: 13-15 |
| Jevgenia Lamonova                                                          | floret (v)      | 6e        | 1ste ronde: vrij 2de ronde: W van GER Schache: 15-2 3de ronde: W van HUN Mohamed: 15-5 kwartfinale: V van ITA Granbassi: 7-12                                                                        |
| Viktoriya Nikishina                                                        | floret (v)      | 15e       | 1ste ronde: vrij 2de ronde: W van ISR Hatuel: 10-9 3de ronde: V van ITA Granbassi: 4-11 |
| Aida Sjanajeva                                                             | floret (v)      | 14e       | 1ste ronde: vrij 2de ronde: W van POL Gruchała: 12-11 3de ronde: V van ITA Trillini: 3-15 |
| Svetlana Boyko Yevgeniya Lamonova Viktoria Nikishina Aida Shanayeva        | floret team (v) | Goud      | 1ste ronde: W van Egypte: 45-23 halve finale: W van Italië: 22-21 finale: W van Verenigde Staten: 28-21                                                                                              |
| Jekaterina Djatsjenko                                                      | sabel (v)       | 9e        | 1ste ronde: vrij 2de ronde: W van JPN Hisagae: 15-10 3de ronde: V van UKR Khomrova: 14-15 |
| Yelena Nechayeva                                                           | sabel (v)       | 17e       | 1ste ronde: V van POL Więckowska: 12-15 |
| Sofja Velikaja                                                             | sabel (v)       | 4e        | 1ste ronde: vrij 2de ronde: W van UKR Pundyk: 15-7 3de ronde: W van ITA Bianco: 15-6 kwartfinale: W van CHN Tan: 15-9 halve finale: V van USA Jacobson: 11-15 bronzen finale: V van USA Ward: 14-15. |
| Yekaterina Dyachenko Yekaterina Fedorkina Yelena Nechayeva Sofiya Velikaya | sabel team (v)  | 5e        | 1ste ronde: V van Oekraïne: 34-45 5-8ste plek: W van Zuid-Afrika: 45-13 5-6de plek: W van Polen: 45-36                                                                                               |

### Schietsport
| Olympiër                 | Discipline                 | Resultaat | Prestatie                                                                             |
| ------------------------ | -------------------------- | --------- | ------------------------------------------------------------------------------------- |
| Sergey Kruglov           | 10m luchtgeweer (m)        | 8e        | kwalificatie: 5de met 595 punten (100-99-98-98-100-100) finale: 8ste met 697,0 punten |
| Konstantin Prikhodchenko | 10m luchtgeweer (m)        | 5e        | kwalificatie: 7de met 595 punten (99-99-100-98-99-100) finale: 5de met 698,4 punten   |
| Artyom Khadzhibekov      | 50m geweer 3 houdingen (m) | 14e       | kwalificatie: 14de met 1167 punten (391-383-393)                                      |
| Sergey Kovalenko         | 50m geweer 3 houdingen (m) | 18e       | kwalificatie: 18de met 1166 punten (394-382-390)                                      |
| Artyom Khadzhibekov      | 50m geweer liggend (m)     | 13e       | kwalificatie: 13de met 594 punten (100-99-99-99-99-98)                                |
| Konstantin Prikhodchenko | 50m geweer liggend (m)     | 5e        | kwalificatie: 7de met 595 punten (99-100-100-99-99-98) finale: 5de met 698,4 punten   |
| Vladimir Isakov          | 50m pistool (m)            | Brons     | kwalificatie: 5de met 563 punten (95-93-96-94-93-92) finale: 3de met 658,9 punten     |
| Mikhail Nestruyev        | 50m pistool (m)            | 23e       | kwalificatie: 23ste met 552 punten (98-88-93-90-95-88)                                |
| Aleksey Klimov           | 25m snelvuurpistool (m)    | 8e        | kwalificatie: 8ste met 577 punten (288-289)                                           |
| Leonid Yekimov           | 25m snelvuurpistool (m)    | 4e        | kwalificatie: 2de met 581 punten (291-290) finale: 4de met 778,2 punten               |
| Mikhail Nestruyev        | 10m luchtpistool (m)       | 28e       | kwalificatie: 28ste met 575 punten (96-96-94-97-99-93)                                |
| Leonid Yekimov           | 10m luchtpistool (m)       | 5e        | kwalificatie: 5de met 582 punten (95-97-99-97-96-98) finale: 5de met 680,5 punten     |
| Valery Shomin            | skeet (m)                  | 19e       | kwalificatie: 19de met 115 punten (22-23-23-22-25)                                    |
| Konstantin Tsuranov      | skeet (m)                  | 23e       | kwalificatie: 23ste met 113 punten (21-22-23-24-23)                                   |
| Aleksey Alipov           | trap (m)                   | Brons     | kwalificatie: 1ste met 121 punten (23-24-25-25-24) finale: 3de met 142 punten         |
| Pavel Gurkin             | trap (m)                   | 11e       | kwalificatie: 11de met 116 punten (24-24-21-23-24)                                    |
| Vitaly Fokeyev           | dubbeltrap (m)             | 16e       | kwalificatie: 16de met 130 punten (45-44-41)                                          |
| Vasily Mosin             | dubbeltrap (m)             | 14e       | kwalificatie: 14de met 131 punten (41-47-43)                                          |
|                          |                            |           |                                                                                       |
| Olga Desyatskaya         | 10m luchtgeweer (v)        | 18e       | kwalificatie: 18de met 394 punten (97-99-99-99)                                       |
| Lyubov Galkina           | 10m luchtgeweer (v)        | Zilver    | kwalificatie: 2de met 399 punten (99-100-100-100) finale: 2de met 502,1 punten        |
| Lyubov Galkina           | 50m geweer 3 houdingen (v) | 4e        | kwalificatie: 7de met 585 punten (197-194-194) finale: 4de met 687,4 punten           |
| Tatyana Goldobina        | 50m geweer 3 houdingen (v) | 18e       | kwalificatie: 18de met 578 punten (196-189-193)                                       |
| Yuliya Alipova           | 25m snelvuurpistool (v)    | 18e       | kwalificatie: 18de met 579 punten (287-292)                                           |
| Nataliya Paderina        | 25m snelvuurpistool (v)    | 19e       | kwalificatie: 19de met 579 punten (292-287)                                           |
| Nataliya Paderina        | 10m luchtpistool (v)       | Zilver    | kwalificatie: 1ste met 391 punten (97-98-98-98) (OR) finale: 2de met 489,1 punten     |
| Svetlana Smirnova        | 10m luchtpistool (v)       | 9e        | kwalificatie: 9de met 383 punten (96-95-94-98)                                        |
| Svetlana Dyomina         | skeet (v)                  | 11e       | kwalificatie: 11de met 66 punten (22-23-21)                                           |
| Irina Laricheva          | trap (v)                   | 9e        | kwalificatie: 9de met 64 punten (22-23-21)                                            |

### Schoonspringen
| Olympiër                               | Discipline              | Resultaat | Prestatie                                                                                           |
| -------------------------------------- | ----------------------- | --------- | --------------------------------------------------------------------------------------------------- |
| Aleksandr Dobroskok                    | 3m plank (m)            | 17e       | voorronde: 17de met 431,15 punten halve finale: 17de met 412,00 punten                              |
| Dmitri Sautin                          | 3m plank (m)            | 4e        | voorronde: 4de met 474,85 punten halve finale: 8ste met 476,35 punten finale: 4de met 512,65 punten |
| Gleb Galperin                          | 10m toren (m)           | Brons     | voorronde: 3de met 499,95 punten halve finale: 4de met 508,95 punten finale: 3de met 525,80 punten  |
| Oleg Vikulov                           | 10m toren (m)           | 27e       | voorronde: 27ste met 375,40 punten                                                                  |
| Yuriy Kunakov Dmitri Sautin            | 3m plank synchroon (m)  | Zilver    | 421,98 punten                                                                                       |
| Dmitry Dobroskok Gleb Galperin         | 10m toren synchroon (m) | Brons     | 445,26 punten                                                                                       |
|                                        |                         |           | |
| Svetlana Filippova                     | 3m plank (v)            | 19e       | voorronde: 19de met 274,20 punten                                                                   |
| Yuliya Pakhalina                       | 3m plank (v)            | Zilver    | voorronde: 2de met 358,15 punten halve finale: 2de met 383,50 punten finale: 2de met 398,60 punten  |
| Natalia Goncharova                     | 10m toren (v)           | 28e       | voorronde: 28ste met 240,45 punten                                                                  |
| Yuliya Pakhalina Anastasia Pozdniakova | 3m plank synchroon (m)  | Zilver    | 323,61 punten                                                                                       |

### Synchroonzwemmen
| Olympiër | Discipline | Resultaat | Prestatie                                                                                                   |
| --- | ---------- | --------- | --- |
| Anastasia Davydova Anastasia Jermakova | duet       | Goud      | technische routine: 1ste met 49,334 punten voorronde: 1ste met 98,834 punten finale: 1ste met 99,251 punten |
| Elvira Chasjanova Anastasia Davydova Maria Gromova Natalia Ishehenko Anastasia Jermakova Olga Kuzhela Elena Ovchinnikova Svetlana Romasjina Anna Shorina | team       | Goud      | technische routine: 1ste met 49,500 punten finale: 1ste met 99,500 punten                                   |

### Tafeltennis
| Olympiër                                     | Discipline    | Resultaat | Prestatie |
| -------------------------------------------- | ------------- | --------- | --- |
| Fyodor Kuzmin                                | enkelspel (m) | 49e       | voorronde: vrij 1ste ronde: V van ITA Bobocica: 1-4 (7-11, 11-3, 5-11, 7-11, 10-12)                                                                            |
| Aleksej Smirnov                              | enkelspel (m) | 17e       | voorronde: vrij 1ste ronde: vrij 2de ronde: W van VIE Quốc: 4-1 (11-3, 5-11, 11-4, 14-12, 11-8) 3de ronde: V van JPN Kan: 1-4 (11-9, 8-11, 9-11, 12-14, 15-17) |
| Fyodor Kuzmin Dmitry Mazunov Aleksej Smirnov | team (m)      | 9e        | groep D: 4de V van Japan: 0-3 W van Hongkong: 1-3 V van Nigeria: 2-3                                                                                           |
|                                              |               |           | |
| Oksana Kushch-Fadeyeva                       | enkelspel (v) | 49e       | voorronde: vrij 1ste ronde: V van ITA Stefanova: 0-4 (5-11, 5-11, 7-11, 6-11)                                                                                  |
| Svetlana Ganina                              | enkelspel (v) | DNF       | voorronde: vrij 1ste ronde: V van AUS Sang: walk-over |
| Irina Kotikhina                              | enkelspel (v) | 49e       | voorronde: vrij 1ste ronde: V van AUS Miao: 3-4 (9-11, 13-15, 11-5, 12-10, 8-11, 4-11, 11-9)                                                                   |

### Tennis
| Olympiër                          | Discipline     | Resultaat | Prestatie |
| --------------------------------- | -------------- | --------- | --- |
| Igor Andrejev                     | enkelspel (m)  | 9e        | 1ste ronde: W van USA Querrey: 6-4, 6-4 2de ronde: W van FRA Llodra: 6-4, 3-6, 6-1 3de ronde: V van ESP Nadal: 4-6, 2-6 |
| Nikolaj Davydenko                 | enkelspel (m)  | 17e       | 1ste ronde: W van LAT Gulbis: 6-4, 6-2 2de ronde: V van FRA Mathieu: 5-7, 3-6 |
| Michail Joezjny                   | enkelspel (m)  | 33e       | 1ste ronde: V van SUI Federer: 4-6, 2-6 |
| Dmitry Tursunov                   | enkelspel (m)  | 17e       | 1ste ronde: W van CZE Vaněk: 6-4, 6-1 2de ronde: W van SWE Johansson: 7-5, 6-2 3de ronde: V van SRB Djokovic: 6-7 (3), 3-6 |
| Igor Andrejev Nikolaj Davydenko   | dubbelspel (m) | 5e        | 1ste ronde: W van USA Blake/Querrey: 6-3, 6-4 2de ronde: W van BEL Darcis/Rochus: 7-6(6), 6-2 kwartfinale: V van FRA Clément/Llodra: 2-6, 7-6(4), 4-6 |
| Dmitry Tursunov Mikhail Youzhny   | dubbelspel (m) | 9e        | 1ste ronde: W van CHI González/Massú: 7-6(5), 6-4 2de ronde: V van SUI Federer/Wawrinka: 4-6, 3-6 |
|                                   |                |           | |
| Elena Dementieva                  | enkelspel (v)  | Goud      | 1ste ronde: W van UKR Bondarenko: 6-1, 6-4 2de ronde: W van SWE Arvidsson: 6-3, 6-4 3de ronde: W van DEN Wozniacki: 7-6(3), 6-2 kwartfinale: W van USA S Williams: 3-6, 6-4, 6-3 halve finale: W van RUS Zvonareva: 6-3, 7-6(3) finale: W van RUS Safina: 3-6, 7-5, 6-3  |
| Svetlana Kuznetsova               | enkelspel (v)  | 33e       | 1ste ronde: V van CHN Li: 6-7(5), 4-6 |
| Dinara Safina                     | enkelspel (v)  | Zilver    | 1ste ronde: W van ITA Santangelo: 6-3, 7-6(1) 2de ronde: W van ESP Martínez Sánchez: 7-6(3), 6-1 3de ronde: W van CHN Zheng: 6-4, 6-3 kwartfinale: W van SRB Janković: 6-2, 5-7, 6-3 halve finale: W van CHN Li: 7-6(3), 7-5 finale: V van RUS Dementieva: 6-3, 5-7, 3-6 |
| Vera Zvonareva                    | enkelspel (v)  | Brons     | 1ste ronde: W van CHN Yan: 6-0, 6-2 2de ronde: W van ISR Pe'er: 6-3, 7-6(4) 3de ronde: W van ITA Schiavone: 7-6(4), 6-4 kwartfinale: W van AUT Bammer: 6-3, 3-6, 6-3 halve finale: V van RUS Dementieva: 3-6, 6-7(3) bronzen finale: W van CHN Li: 6-0, 7-5              |
| Svetlana Kuznetsova Dinara Safina | dubbelspel (v) | 5e        | 1ste ronde: W van ITA Santangelo/Vinci: 6-1, 3-6, 7-5 2de ronde: W van IND Mirza/Rao: 6-4, 6-4 kwartfinale: V van CHN Yan/Zheng: 3-6, 7-5, 8-10 |
| Elena Vesnina Vera Zvonareva      | dubbelspel (v) | 5e        | 1ste ronde: W van ESP Llagostera Vives/Martínez Sánchez: 2-6, 6-1, 6-3 2de ronde: W van ARG Dulko/Jozami: 6-2, 6-3 kwartfinale: V van USA S Williams/V Williams: 4-6, 0-6                                                                                                |

### Triatlon
| Olympiër              | Discipline | Resultaat | Prestatie      |
| --------------------- | ---------- | --------- | -------------- |
| Alexander Bryukhankov | mannen     | 24e       | 1:51.22,59     |
| Dmitry Polyanski      | mannen     | 22e       | 1:51.11,69     |
| Igor Sysoyev          | mannen     | 9e        | 1:49.59,38     |
| ,                     |            |           |                |
| Irina Abysova         | vrouwen    | DNF       | niet gefinisht |
| Olga Zausaylova       | vrouwen    | 36e       | 2:06.24,26     |

### Volleybal

#### Beach
| Olympiër                                | Discipline | Resultaat | Prestatie |
| --------------------------------------- | ---------- | --------- | --- |
| Dmitriy Barsuk Igor Kolodinsky          | mannen     | 9e        | groep D: 3de V van AUT Doppler/Gartmayer: 1-2 (16-21, 21-18, 14-16) W van ITA Amore/Lione: 2-0 (21-17, 21-13) V van BRA Araújo/Luiz Magalhães: 0-2 (22-24, 17-21) 2de ronde: V van BRA Rego/Santos: 1-2 (21-18, 23-25, 12-15) |
|                                         |            |           | |
| Aleksandra Shiryayeva Nataliya Uryadova | vrouwen    | 19e       | groep C: 4de V van AUS Hinchley/Cook: 1-2 (8-21, 21-19, 12-15) V van BRA Henkel/França: 1-2 (21-19, 12-21, 13-18) V van GEO Martins/Santanna: 1-2 (21-10, 20-22, 12-15)                                                       |

#### Indoor
Mannen
| Olympiër | Discipline | Resultaat | Prestatie |
| --- | ---------- | --------- | --- |
| Yury Berezhko Sergey Grankin Vadim Khamuttskikh Alexander Korneev Alexander Kosarev Alexey Kuleshov Maxim Mikhaylov Alexei Ostapenko Semen Poltavskiy Sergey Tetyukhin Alexey Verbov Aleksandr Volkov | mannen     | Brons     | groep B: 2de W van Servië: 3-1 (20-25, 25-21, 25-22, 25-14) W van Duitsland: 3-2 (25-27, 25-21, 21-25, 25-23, 16-14) W van Brazilië: 3-1 (22-25, 26-24, 31-29, 25-19) W van Egypte: 3-0 (25-19, 25-14, 25-18) V van Polen: 2-3 (25-17, 24-26, 26-24, 23-25, 12-15) kwartfinale: W van Bulgarije: 3-1 (20-25, 25-16, 25-22, 25-21) halve finale: V van Verenigde Staten: 2-3 (22-25, 21-25, 27-25, 25-22, 13-15) bronzen finale: W van Italië: 3-0 (25-22, 25-19, 25-23) |

| Groep B |           |             |             |             |             |             |             |        |        |        |        |
| #       | Land      | Wedstrijden | Wedstrijden | Wedstrijden | Wedstrijden | Wedstrijden | Wedstrijden | Punten | Punten | Punten | Punten |
| #       | Land      | G           | W           | V           | SW          | SV          | SR          | SPW    | SPL    | Saldo  | Punten |
| 1       | Brazilië  | 5           | 4           | 1           | 13          | 4           | +9          | 427    | 373    | +54    | 9      |
| 2       | Rusland   | 5           | 4           | 1           | 14          | 7           | +7          | 496    | 447    | +49    | 9      |
| 3       | Polen     | 5           | 4           | 1           | 12          | 6           | +6          | 434    | 404    | +30    | 9      |
| 4       | Servië    | 5           | 2           | 3           | 9           | 10          | -1          | 440    | 439    | +1     | 7      |
| 5       | Duitsland | 5           | 1           | 4           | 6           | 12          | -6          | 418    | 440    | -22    | 6      |
| 6       | Egypte    | 5           | 0           | 5           | 0           | 15          | -15         | 267    | 379    | -112   | 5      |

| Ronde          | Datum  | Plaats    | Land | Score     | Land |
| -------------- | ------ | --------- | ---- | --------- | ---- |
| Groepsfase     |        |           |      |           |      |
| 10 augustus    | Peking | Servië    | 1-3  | Rusland   |      |
| 12 augustus    | Peking | Rusland   | 3-2  | Duitsland |      |
| 14 augustus    | Peking | Brazilië  | 1-3  | Rusland   |      |
| 16 augustus    | Peking | Rusland   | 3-0  | Egypte    |      |
| 18 augustus    | Peking | Polen     | 3-2  | Rusland   |      |
| Kwartfinale    |        |           |      |           |      |
| 20 augustus    | Peking | Bulgarije | 1-3  | Rusland   |      |
| Halve finale   |        |           |      |           |      |
| 22 augustus    | Peking | Bulgarije | 3-2  | Rusland   |      |
| Bronzen finale |        |           |      |           |      |
| 24 augustus    | Peking | Rusland   | 3-0  | Italië    |      |

Vrouwen
| Olympiër | Discipline | Resultaat | Prestatie |
| --- | ---------- | --------- | --- |
| Marina Akulova Nataliya Alimova Mariya Borodakova Yevgeniya Estes Olga Fateyeva Yekaterina Gamova Lena Godina Yekaterina Kabeshova Yuliya Merkulova Aleksandra Pasynkova Lyubov Shashkova Marina Sheshenina | vrouwen    | 5e        | groep B: 3de V van Italië: 1-3 (20-25, 25-17, 16-25, 23-25) V van Brazilië: 0-3 (14-25, 14-25, 16-25) W van Kazachstan: 3-0 (25-19, 25-18, 25-11) W van Algerije: 3-0 (25-11, 25-19, 25-10) W van Servië: 3-0 (25-21, 25-16, 25-20) kwartfinale: V van China: 0-3 (22-25, 25-27, 19-25) |

| Groep B |            |             |             |             |             |             |             |        |        |        |        |
| #       | Land       | Wedstrijden | Wedstrijden | Wedstrijden | Wedstrijden | Wedstrijden | Wedstrijden | Punten | Punten | Punten | Punten |
| #       | Land       | G           | W           | V           | SW          | SV          | SR          | SPW    | SPL    | Saldo  | Punten |
| 1       | Brazilië   | 5           | 5           | 0           | 15          | 0           | +15         | 377    | 226    | +149   | 10     |
| 2       | Italië     | 5           | 4           | 1           | 12          | 4           | +8          | 372    | 315    | +57    | 9      |
| 3       | Rusland    | 5           | 3           | 2           | 10          | 6           | +4          | 353    | 312    | +41    | 8      |
| 4       | Servië     | 5           | 2           | 3           | 6           | 10          | -4          | 343    | 349    | -6     | 7      |
| 5       | Kazachstan | 5           | 1           | 4           | 4           | 13          | -9          | 323    | 404    | -81    | 6      |
| 6       | Algerije   | 5           | 0           | 5           | 1           | 15          | -14         | 230    | 392    | -162   | 5      |

| Ronde       | Datum  | Plaats   | Land | Score      | Land |
| ----------- | ------ | -------- | ---- | ---------- | ---- |
| Groepsfase  |        |          |      |            |      |
| 9 augustus  | Peking | Italië   | 3-1  | Rusland    |      |
| 11 augustus | Peking | Brazilië | 3-0  | Rusland    |      |
| 13 augustus | Peking | Rusland  | 3-0  | Kazachstan |      |
| 15 augustus | Peking | Algerije | 0-3  | Rusland    |      |
| 17 augustus | Peking | Rusland  | 3-0  | Servië     |      |
| Kwartfinale |        |          |      |            |      |
| 19 augustus | Peking | China    | 3-0  | Rusland    |      |

### Waterpolo
| Olympiër | Discipline | Resultaat | Prestatie |
| --- | ---------- | --------- | --- |
| Olga Belyayeva Nadezhda Glyzina Oleksandra Karpovich Sofya Konukh Yekaterina Pantyulina Yekaterina Prokofyeva Yevgeniya Protsenko Nataliya Shepelina Yelena Smurova Yevgeniya Soboleva Olga Turova Valentina Vorontsova Alyona Vylegzhanina | vrouwen    | 7e        | groep B: 4de V van Italië: 8-9 V van China: 11-13 V van Verenigde Staten: 7-12 7-8ste plek: W van Griekenland: 12-6 |

| Groep B |                  |             |             |             |             |        |        |        |        |
| #       | Land             | Wedstrijden | Wedstrijden | Wedstrijden | Wedstrijden | Punten | Punten | Punten | Punten |
| #       | Land             | G           | W           | G           | V           | V      | T      | Saldo  | Punten |
| 1       | Verenigde Staten | 3           | 2           | 1           | 0           | 33     | 27     | +6     | 5      |
| 2       | Italië           | 3           | 2           | 1           | 0           | 28     | 26     | +2     | 5      |
| 3       | China            | 3           | 1           | 0           | 2           | 33     | 33     | 0      | 2      |
| 4       | Rusland          | 3           | 0           | 0           | 3           | 26     | 34     | -8     | 0      |

| Ronde       | Datum  | Plaats  | Land  | Score            | Land |
| ----------- | ------ | ------- | ----- | ---------------- | ---- |
| Groepsfase  |        |         |       |                  |      |
| 11 augustus | Peking | Rusland | 8-9   | Italië           |      |
| 13 augustus | Peking | Rusland | 11-13 | China            |      |
| 15 augustus | Peking | Rusland | 7-12  | Verenigde Staten |      |
| 7-8ste plek |        |         |       |                  |      |
| 17 augustus | Peking | Rusland | 12-6  | Griekenland      |      |

### Wielersport
| Olympiër                                                                         | Discipline                    | Resultaat | Prestatie                                                                                  |
| Baan                                                                             | Baan                          | Baan      | Baan                                                                                       |
| -------------------------------------------------------------------------------- | ----------------------------- | --------- | ------------------------------------------------------------------------------------------ |
| Denis Dmitriyev                                                                  | sprint (m)                    | 16e       | kwalificatie: 18de in 10,565 1ste ronde: V van GBR Hoy herkansingen: 3de                   |
| Aleksey Markov                                                                   | individuele achtervolging (m) | 4e        | kwalificatie: 3de in 4.21,498 halve finale: 4de in 4.22,308 finale: 4de in 4.24,149        |
| Aleksandr Serov                                                                  | individuele achtervolging (m) | 8e        | kwalificatie: 8ste in 4.23,732 halve finale: 7de in 4.25,391                               |
| Denis Dmitriyev                                                                  | keirin (m)                    | 17e       | 1ste ronde: 6de herkansingen: 3de                                                          |
| Sergey Polinsky                                                                  | keirin (m)                    | 21e       | 1ste ronde: 5de herkansingen: 4de                                                          |
| Michail Ignatiev                                                                 | puntenkoers (m)               | 17e       | 4 punten                                                                                   |
| Michail Ignatiev Aleksey Markov                                                  | ploegkoers (m)                | Brons     | 6 punten                                                                                   |
| Denis Dmitriyev Sergey Kucherov Sergey Polinsky                                  | teamsprint (m)                | 12e       | kwalificatie: 12de in 45,964                                                               |
| Evgeny Kovalev Alexei Markov Alexander Petrovskiy Alexander Serov Nikolay Trusov | ploegenachtervolging (m)      | 6e        | kwalificatie: 8ste in 4.06,518 halve finale: V van Groot-Brittannië                        |
|                                                                                  |                               |           |                                                                                            |
| Svetlana Grankovskaya                                                            | sprint (v)                    | 9e        | kwalificatie: 11de in 11,544 1ste ronde: V van CHN Guo herkansingen: 2de 9-12de plek: 1ste |
| Olga Sljoesarjova                                                                | puntenkoers (m)               | 8e        | 8 punten                                                                                   |
| Mountainbike                                                                     |                               |           |                                                                                            |
| Joeri Trofimov                                                                   | mannen                        | 41e       | op 2 ronden                                                                                |
|                                                                                  |                               |           |                                                                                            |
| Vera Andreyeva                                                                   | vrouwen                       | 23e       | op 2 ronden                                                                                |
| Irina Kalentyeva                                                                 | vrouwen                       | Brons     | 1:46.28                                                                                    |
| Weg                                                                              |                               |           |                                                                                            |
| Vladimir Karpets                                                                 | tijdrit (m)                   | 18e       | 1:05.52                                                                                    |
| Denis Mensjov                                                                    | tijdrit (m)                   | 20e       | 1:06.10                                                                                    |
| Sergej Ivanov                                                                    | wegwedstrijd (m)              | DNF       | niet gefinisht                                                                             |
| Vladimir Jefimkin                                                                | wegwedstrijd (m)              | 77e       | 6:39.42                                                                                    |
| Vladimir Karpets                                                                 | wegwedstrijd (m)              | 18e       | 6:24.59                                                                                    |
| Aleksandr Kolobnev                                                               | wegwedstrijd (m)              | Brons     | 6:23.49                                                                                    |
| Denis Mensjov                                                                    | wegwedstrijd (m)              | 59e       | 6:34.26                                                                                    |
|                                                                                  |                               |           |                                                                                            |
| Nataliya Boyarskaya                                                              | tijdrit (v)                   | 16e       | 37.14,65                                                                                   |
| Nataliya Boyarskaya                                                              | wegwedstrijd (v)              | 40e       | 3:33.45                                                                                    |
| Aleksandra Burchenkova                                                           | wegwedstrijd (v)              | 43e       | 3:36.32                                                                                    |
| Yuliya Martisova                                                                 | wegwedstrijd (v)              | 12e       | 3:32.45                                                                                    |

### Worstelen
| Olympiër             | Discipline  | Resultaat   | Prestatie |
| Vrije stijl          | Vrije stijl | Vrije stijl | Vrije stijl |
| -------------------- | ----------- | ----------- | --- |
| Besik Kudukhov       | -55kg (m)   | Brons       | voorronde: vrij 1ste ronde: W van MGL Naranbaatar: 3-0 kwartfinale: W van IRI Dabbaghi: 3-0 halve finale: V van JPN Matsunaga: 0-5 bronzen finale: W van UZB Mansurov: 3-0                     |
| Mavlet Batirov       | -60kg (m)   | Goud        | voorronde: W van AZE Huseynov: 3-0 1ste ronde: W van CUB Quintana: 3-1 kwartfinale: W van MKD Ramazanov: 3-0 halve finale: W van IRI Mohammadi: 3-0 finale: W van UKR Fedoryshyn: 3-1          |
| Irbek Farniev        | -66kg (m)   | 7e          | voorronde: W van ARM Markosyan: 3-1 1ste ronde: W van MGL Batzorig: 3-1 kwartfinale: V van KAZ Spiridonov: 1-3                                                                                 |
| Mavlet Batirov       | -74kg (m)   | Goud        | voorronde: W van KOR Cho: 3-1 1ste ronde: W van TUR Gülhan: 3-0 kwartfinale: W van CUB Fundora: 3-1 halve finale: W van BUL Terziev: 5-0 finale: W van UZB Tigiev: 3-1                         |
| Georgy Ketoev        | -84kg (m)   | Brons       | voorronde: W van CHN Wang: 3-1 1ste ronde: W van UZB Sokhiev: 3-1 kwartfinale: W van AZE Temrezov: 3-1 halve finale: V van GEO Mindorashvili: 0-5 bronzen finale: W van GER Bichinashvili: 3-1 |
| Shirvani Muradov     | -96kg (m)   | Goud        | voorronde: vrij 1ste ronde: W van UKR Tihilov: 3-1 kwartfinale: W van TUR Koç: 3-0 halve finale: W van AZE Gazyumov: 3-1 finale: W van KAZ Tigiyev: 3-0                                        |
| Bakhtiyar Akhmedov   | -120kg (m)  | Goud        | voorronde: W van BUL Boyadzhiev: 3-0 1ste ronde: W van IRI Masoumi: 5-0 kwartfinale: W van USA Mocco: 3-1 halve finale: W van KAZ Mutalimov: 3-0 finale: V van UZB Taymazov: 0-3               |
| Vrije stijl          |             |             | |
| Zamira Rakhmanova    | -48kg (v)   | 11e         | voorronde: vrij 1ste ronde: V van FRA Boubryemm: 1-3 |
| Natalia Golts        | -55kg (v)   | 11e         | 1ste ronde: W van AZE Komarova: 3-0 kwartfinale: V van JPN Yoshida: 1-3 herkansingen: herkansingen 2: V van SWE Karlsson-Nerell: 1-3                                                           |
| Alena Kartashova     | -63kg (v)   | Zilver      | voorronde: vrij 1ste ronde: W van KAZ Shalygina: 3-0 kwartfinale: W van BUL Vaseva: 3-1 halve finale: W van FRA Legrand: 3-1 finale: V van JPN Icho: 0-3                                       |
| Grieks-Romeins       |             |             | |
| Nazyr Mankiev        | -55kg (m)   | Goud        | voorronde: W van UZB Hafizov: 3-1 1ste ronde: W van SRB Fris: 3-0 kwartfinale: W van IRI Sourian: 3-1 halve finale: W van KOR Park: 3-1 finale: W van AZE Bayramov: 3-1                        |
| Islambek Albiev      | -60kg (m)   | Goud        | voorronde: vrij 1ste ronde: W van TUR Sucu: 3-0 kwartfinale: W van CUB Monzón: 3-0 halve finale: W van KGZ Tyumenbayev: 3-0 finale: W van AZE Rahimov: 3-0                                     |
| Sergey Kovalenko     | -66kg (m)   | 7e          | voorronde: vrij 1ste ronde: W van ALG Serir: 3-0 kwartfinale: V van BUL Gergov: 1-3 |
| Varteres Samurgashev | -74kg (m)   | 7e          | voorronde: W van DEN Madsen: 3-1 1ste ronde: W van AZE Abdulov: 5-0 kwartfinale: V van HUN Bácsi: 1-3                                                                                          |
| Aleksey Mishin       | -84kg (m)   | 7e          | voorronde: vrij 1ste ronde: W van KAZ Samokhin: 3-1 kwartfinale: V van ITA Minguzzi: 1-3 herkansingen: herkansingen 2: V van FRA Noumonvi: 1-3                                                 |
| Aslanbek Khushtov    | -96kg (m)   | Goud        | voorronde: W van KAZ Mambetov: 3-0 1ste ronde: W van ITA Timoncini: 3-0 kwartfinale: W van LTU Ežerskis: 3-0 halve finale: W van CZE Švec: 5-0 finale: W van GER Englich: 3-0                  |
| Khasan Baroyev       | -120kg (m)  | DSQ         | voorronde: vrij 1ste ronde: W van IRI Hashemzadeh: 3-0 kwartfinale: W van LTU Mizgaitis: 3-1 halve finale: W van FRA Szczepaniak: 3-1 finale: V van CUB López: 1-3                             |

### Zeilen
| Olympiër                                          | Discipline       | Resultaat | Prestatie                                   |
| ------------------------------------------------- | ---------------- | --------- | ------------------------------------------- |
| Alexey Tokarev                                    | RS:X (m)         | 34e       | 279 punten: (33-31-35-32-32-27-30-31-33-30) |
| Igor Lisovenko                                    | laser (m)        | 11e       | 93 punten: (11-14-4-8-7-26-37-20-7)         |
| Maksim Sheremetyev Mikhail Sheremetyev            | 470 (m)          | 20e       | 157 punten: (27-21-22-21-24-12-11-11-18-17) |
|                                                   |                  |           |                                             |
| Tatiana Bazyuk                                    | RS:X (v)         | 24e       | 198 punten: (24-23-24-19-21-20-22-21-25-24) |
| Anastasiya Chernova                               | laser radial (v) | 27e       | 168 punten: (7-28-26-16-18-23-24-26-28)     |
| Natalia Ivanova Diana Krutskikh Ekaterina Skudina | yngling (v)      | 6e        | 58 punten: (3-8-12-10-15-1-6-6-12)          |
|                                                   |                  |           |                                             |
| Eduard Skornyakov                                 | finn             | 17e       | 102 punten: (24-20-17-13-8-18-12-14)        |

### Zwemmen
| Olympiër                                                                                             | Discipline            | Resultaat | Prestatie |
| --- | --------------------- | --------- | --- |
| Andrey Grechin                                                                                       | 50m vrije slag (m)    | 17e       | serie 12: 7de in 22,20                                                                                       |
| Yevgeny Lagunov                                                                                      | 50m vrije slag (m)    | 21e       | serie 13: 5de in 22,30                                                                                       |
| Andrey Grechin                                                                                       | 100m vrije slag (m)   | 15e       | serie 8: 5de in 48,50 halve finale 2: 7de in 48,71                                                           |
| Yevgeny Lagunov                                                                                      | 100m vrije slag (m)   | 18e       | serie 9: 6de in 48,59                                                                                        |
| Dan Izotov                                                                                           | 200m vrije slag (m)   | 9e        | serie 8: 4de in 1.46,80 halve finale 1: 2de in 1.47,24                                                       |
| Aleksandr Sukhorukov                                                                                 | 200m vrije slag (m)   | 19e       | serie 7: 4de in 1.47,97                                                                                      |
| Nikita Lobintsev                                                                                     | 400m vrije slag (m)   | 8e        | serie 4: 2de in 3.43,45 (NR) finale: 8ste in 3.48,29                                                         |
| Joeri Priloekov                                                                                      | 400m vrije slag (m)   | 7e        | serie 5: 3de in 3.44,82 finale: 7de in 3.43,97                                                               |
| Nikita Lobintsev                                                                                     | 1500m vrije slag (m)  | 31e       | serie 5: 8ste in 15.35,47                                                                                    |
| Joeri Priloekov                                                                                      | 1500m vrije slag (m)  | 4e        | serie 3: 2de in 14.41,13 (ER) finale: 4de in 14.43,21                                                        |
| Stanislav Donets                                                                                     | 100m rugslag (m)      | 14e       | serie 4: 3de in 54,18 halve finale 2: 7de in 54,57                                                           |
| Arkadi Vjatsjanin                                                                                    | 100m rugslag (m)      | Brons     | serie 4: 2de in 53,64 halve finale 1: 1ste in 53,06 (ER) finale: 3de in 53,18                                |
| Stanislav Donets                                                                                     | 200m rugslag (m)      | 16e       | serie 6: 5de in 1.58,68 halve finale 1: 8ste in 1.59,87                                                      |
| Arkadi Vjatsjanin                                                                                    | 200m rugslag (m)      | Brons     | serie 5: 2de in 1.56,97 halve finale 1: 4de in 1.56,85 swim-off: 1ste in 1.57,75 finale: 3de in 1.54,93 (ER) |
| Dmitri Komornikov                                                                                    | 100m schoolslag (m)   | 34e       | serie 8: 8ste in 1.01,82                                                                                     |
| Roman Sludnov                                                                                        | 100m schoolslag (m)   | 6e        | serie 9: 3de in 1.00,20 halve finale 2: 4de in 1.00,10 finale: 6de in 59,87 (NR)                             |
| Grigory Falko                                                                                        | 200m schoolslag (m)   | 23e       | serie 5: 4de in 2.11,88                                                                                      |
| Aleksey Zinovyev                                                                                     | 200m schoolslag (m)   | 45e       | serie 5: 8ste in 2.16,40                                                                                     |
| Yevgeny Korotyshkin                                                                                  | 100m vlinderslag (m)  | 24e       | serie 8: 6de in 52,30                                                                                        |
| Nikolay Skvortsov                                                                                    | 100m vlinderslag (m)  | 20e       | serie 7: 6de in 52,26                                                                                        |
| Nikolay Skvortsov                                                                                    | 200m vlinderslag (m)  | 8e        | serie 6: 4de in 1.55,33 halve finale 1: 2de in 1.54,31 (NR) finale: 8ste in 1.55,14                          |
| Aleksandr Tikhonov                                                                                   | 200m wisselslag (m)   | 22e       | serie 6: 8ste in 2.01,21                                                                                     |
| Andrey Krylov                                                                                        | 400m wisselslag (m)   | 13e       | serie 3: 5de in 4.14,55                                                                                      |
| Aleksandr Tikhonov                                                                                   | 400m wisselslag (m)   | 16e       | serie 2: 6de in 4.16,49                                                                                      |
| Sergey Fesikov Andrey Grechin Andrey Kapralov Yevgeny Lagunov                                        | 4x100m vrije slag (m) | 9e        | serie 2: 5de in 3.14,07                                                                                      |
| Danila Izotov Jevgeni Lagoenov Nikita Lobintsev Michail Politsjoek Aleksandr Soechoroekov            | 4x200m (m)            | Zilver    | serie 1: 2de in 7.07,86 finale: 2de in 7.03,60 (ER)                                                          |
| Andrey Grechin Yevgeny Korotyshkin Yevgeny Lagunov Roman Sludnov Nikolay Skvortsov Arkady Vyatchanin | 4x100m wisselslag (m) | 4e        | serie 2: 2de in 3.33,59 (ER) finale: 4de in 3.31,92 (ER)                                                     |
| Yevgeny Drattsev                                                                                     | 10km open water (m)   | 5e        | 1:52.08,9 |
| Vladimir Dyatchin                                                                                    | 10km open water (m)   | DSQ       | gediskwalificeerd                                                                                            |
| |                       |           | |
| Anastasiya Aksenova                                                                                  | 50m vrije slag (v)    | 28e       | serie 9: 3de in 25,51                                                                                        |
| Anastasiya Aksenova                                                                                  | 100m vrije slag (v)   | 25e       | serie 4: 3de in 55,29                                                                                        |
| Daria Belyakina                                                                                      | 200m vrije slag (v)   | 20e       | serie 6: 8ste in 1.59,72                                                                                     |
| Daria Belyakina                                                                                      | 400m vrije slag (v)   | 28e       | serie 3: 5de in 4.16,21                                                                                      |
| Yelena Sokolova                                                                                      | 800m vrije slag (v)   | 7e        | serie 5: 2de in 8.23,07 (NR) finale: 7de in 8.29,79                                                          |
| Kseniya Moskvina                                                                                     | 100m rugslag (v)      | 14e       | serie 6: 5de in 1.00,70 halve finale 1: 8ste in 1.01,06                                                      |
| Anastasia Zoejeva                                                                                    | 100m rugslag (v)      | 5e        | serie 5: 1ste in 59,61 (NR) halve finale 2: 2de in 59,77 finale: 5de in 59,40 (NR)                           |
| Stanislava Komarova                                                                                  | 200m rugslag (v)      | 14e       | serie 5: 5de in 2.09,93 halve finale 2: 7de in 2.10,50                                                       |
| Anastasia Zoejeva                                                                                    | 200m rugslag (v)      | 4e        | serie 3: 2de in 2.09,01 halve finale 2: 5de in 2.09,07 finale: 4de in 2.07,88                                |
| Yelena Bogomazova                                                                                    | 100m schoolslag (v)   | 18e       | serie 7: 7de in 1.08,63                                                                                      |
| Joelia Jefimova                                                                                      | 100m schoolslag (v)   | 4e        | serie 7: 2de in 1.06,08 (ER) halve finale 1: 2de in 1.07,50 finale: 4de in 1.07,43                           |
| Olga Detenyuk                                                                                        | 200m schoolslag (v)   | 20e       | serie 4: 7de in 2.27,87                                                                                      |
| Joelia Jefimova                                                                                      | 200m schoolslag (v)   | 5e        | serie 4: 3de in 2.25,07 halve finale 1: 3de in 2.24,00 finale: 5de in 2.23,76 (NR)                           |
| Irina Bespalova                                                                                      | 100m vlinderslag (v)  | 22e       | serie 6: 5de in 58,92                                                                                        |
| Nataliya Sutyagina                                                                                   | 100m vlinderslag (v)  | 14e       | serie 5: 5de in 58,32 halve finale 2: 6de in 59,07                                                           |
| Jana Martynova                                                                                       | 200m vlinderslag (v)  | 25e       | serie 4: 8ste in 2.12,47                                                                                     |
| Svetlana Karpeyeva                                                                                   | 200m wisselslag (v)   | 13e       | serie 4: 4de in 2.12,94 halve finale 1: 6de in 2.13,26                                                       |
| Svetlana Karpeyeva                                                                                   | 400m wisselslag (v)   | 31e       | serie 2: 6de in 4.50,22                                                                                      |
| Jana Martynova                                                                                       | 400m wisselslag (v)   | 7e        | serie 3: 3de in 4.36,25 (NR) finale: 7de in 4.40,04                                                          |
| Anastasiya Aksenova Darya Belyakina Svetlana Karpeyeva Yelena Sokolova                               | 4x100m vrije slag (v) | 12e       | serie 1: 7de in 3.42,52                                                                                      |
| Anastasiya Aksenova Kseniya Moskvina Nataliya Sutyagina Yuliya Yefimova Anastasiya Zuyeva            | 4x100m wisselslag (m) | 5e        | serie 2: 3de in 3.59,66 (NR) finale: 5de in 3.57,84 (NR)                                                     |
| Larisa Ilchenko                                                                                      | 10km open water (v)   | Goud      | 1:59.27,7 |